# 中華民國國旗
中華民國國旗為代表中華民國的旗幟，是中華民國國家象徵之一。中華民國成立初期以五色旗為國旗，後國民政府立法定青天白日滿地紅旗為國旗，並在國民革命軍北伐勝利後頒行全國。1928年通過的《中華民國國徽國旗法》中規定的中華民國國旗為青天白日滿地紅旗，又稱「青天白日滿地紅」，有時略稱為「青天白日紅旗」，少數情形被稱作「青天白日旗」、「天日旗」:16，是孫中山以陸皓東設計的青天白日旗為藍本加上紅色底色而成。《中華民國憲法》第一章總綱第六條規定：「中華民國國旗定為紅地，左上角青天白日」。旗上三色分別象徵自由、平等、博愛之精神，同時亦代表中華民國以三民主義肈建之初衷。除中華民國各級政府機關必須懸掛外，亦使用於其邦交国家及外交使節訪問、或遇特殊慶典等。

## 意涵

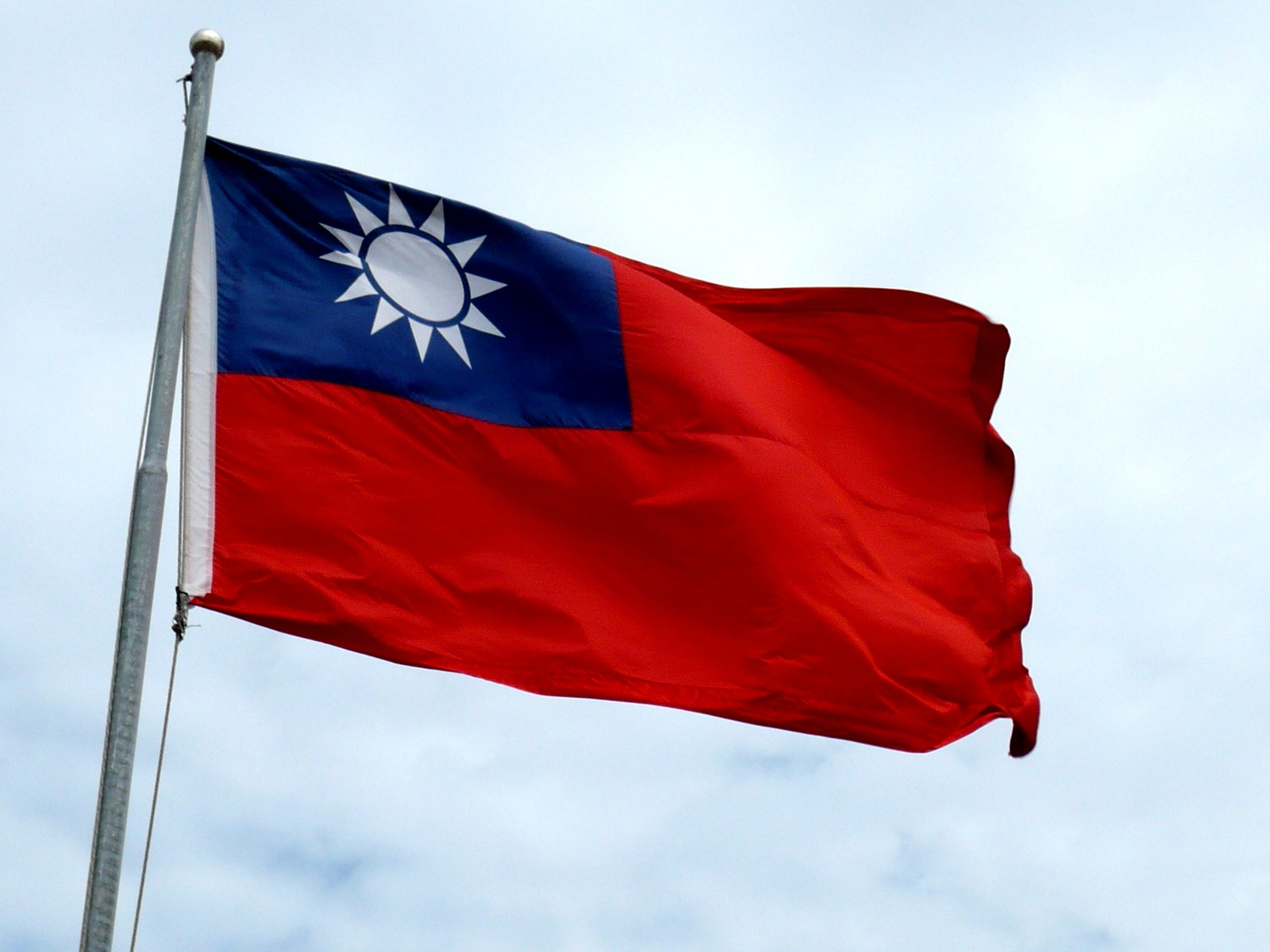
飄揚風中的青天白日滿地紅旗

青天白日滿地紅旗由青天、白日、滿地紅三部分組成；青天象徵中華民族光明磊落、崇高偉大的人格和志氣；白日象徵坦白公正、無私無我的純正心地與思想；紅地象徵革命先烈的熱血、犧牲奉獻的奮鬥精神。青、白、紅三色又分別象徵著民族、民權、民生之三民主義，以及自由、平等、博愛的精神。十二道光芒，代表一天的十二個時辰、一年十二個月以及十二個地支，象徵國家命脈隨時間永存於世，亦勉勵國人時刻精進奮鬥、自強不息，也象徵中華文化所傳承的美德，即禮義廉恥與忠孝仁愛信義和平之四維八德精神。
中华民国政府赋予其中华民族独立自由的含义，譬如蔣中正在1949年中華民國國慶日發表的講稿中宣示“只要有一面青天白日滿地紅的國旗插在我們中國領土之上，那就是我黃帝子孫獨立自由的標識。”
| 部分       | 象徵 | 內政部釋義                                                                                   |
| ---------- | ---- | -------------------------------------------------------------------------------------------- |
| 青天       | 自由 | 的顏色表示高大的青天，指示我們要有崇高偉大的人格和志氣。                                     |
| 白日       | 平等 | 的顏色表示光明的白日，指示我們要有光明磊落的胸懷與冰清玉潔的修養。                           |
| 紅地       | 博愛 | 的顏色表示我們的國家乃由無數革命先烈們的熱血所染成，是指示我們要有犧牲奮鬥的精神。           |
| 十二道光芒 |      | 代表光華四射，普照全球，並象徵每天十二個時辰，每年十二個月，表示著自強不息、日新又新的精神。 |

## 設計
《中華民國國徽國旗法》對國旗的製作規格有如下規定：

第四條
1. 旗面之橫度與縱度為三與二之比。
2. 青天為長方形，其面積為全旗之四分之一。
3. 長方形之青天中置國徽上之白日青圈及十二道白尖角光芒，其白日體圓心位於長方形青天縱橫平分線之交點上。
4. 白日體半徑與青色長方形之橫長為一與八之比。
5. 青圈與十二道白尖角光芒之位置及尺度比例，準用關於中華民國國徽之規定。

其中左上角四分之一區的青天白日區塊，則沿用該法規對國徽製作之規範：

第三條
1. 青底圓形之圓心為白日體之圓心。
2. 白日體半徑與青底圓形半徑，為一與三之比。
3. 白日體圓心至白尖角光芒頂，其長度與白日體半徑，為二與一之比。
4. 白日與十二道白尖角光芒間之青圈，其寬度等於白日體直徑十五分之一。
5. 每道白尖角光芒之頂角為三十度，十二角為三百六十度。
6. 白尖角光芒之上下左右排列應正對北南西東方向，其餘均勻排列。

第五條
1. 國旗之旗桿，白色，配金黃色圓頂

### 尺規範
| 名⁠稱     | 法定尺度（厘米）及使用                       | 中華民國國旗繪製方法 |
| -------- | -------------------------------------------- | -------------------- |
| 一號國旗 | 24 × 16（常見於放置桌面的小國旗尺寸）        |                      |
| 二號國旗 | 36 × 24（內政部建議懸掛於汽機車前方專用）    |                      |
| 三號國旗 | 48 × 32（慶賀節慶時在牌樓上方用）            |                      |
| 四號國旗 | 72 × 48（陸橋和中央分隔島上使用）            |                      |
| 五號國旗 | 96 × 64                                      |                      |
| 六號國旗 | 144 × 96（依據國徽國旗法懸掛於建築物外使用） |                      |
| 七號國旗 | 180 × 120（依據國旗覆蓋靈柩實施要點專用）    |                      |
| 八號國旗 | 240 × 160（大禮堂及會議廳使用）              |                      |
| 九號國旗 | 288 × 192（大禮堂及會議廳使用）              |                      |
| 十號國旗 | 360 × 240（大禮堂及會議廳使用）              |                      |

《中華民國憲法》與《中華民國國徽國旗法》並未規範國旗之配色標準，但根據中華民國內政部建議，繪製國旗時應求顏色純正，故有後列之配色參考：
| 标准         | 青天    | 白日        | 紅地    |
| ------------ | ------- | ----------- | ------- |
| 网页颜色     | #0000AA | #FFFFFF     | #DE0000 |
| 三原色光模式 | 0-0-170 | 255-255-255 | 222-0-0 |

## 使用

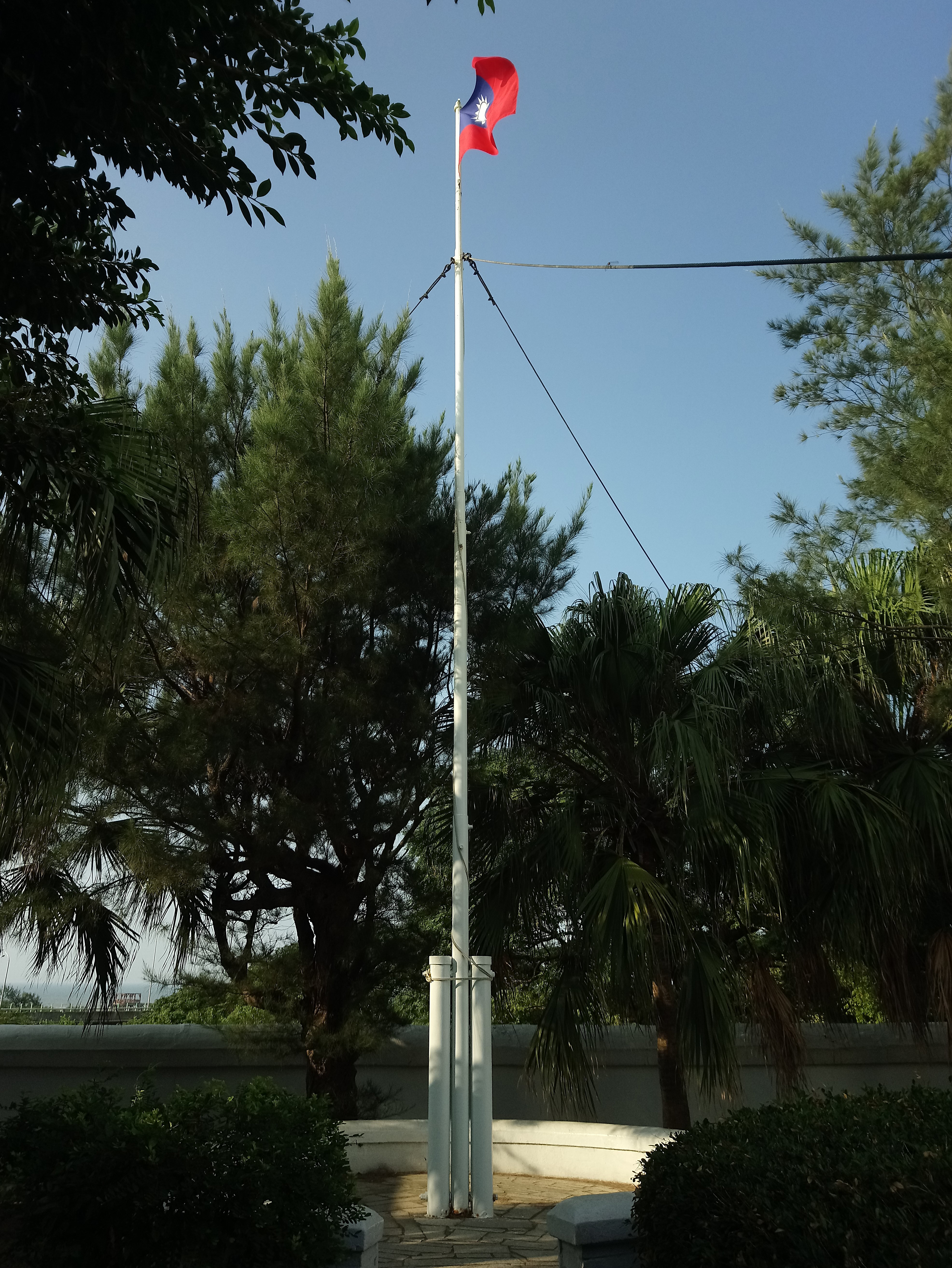
白沙岬燈塔內旗桿，其上懸掛中華民國國旗

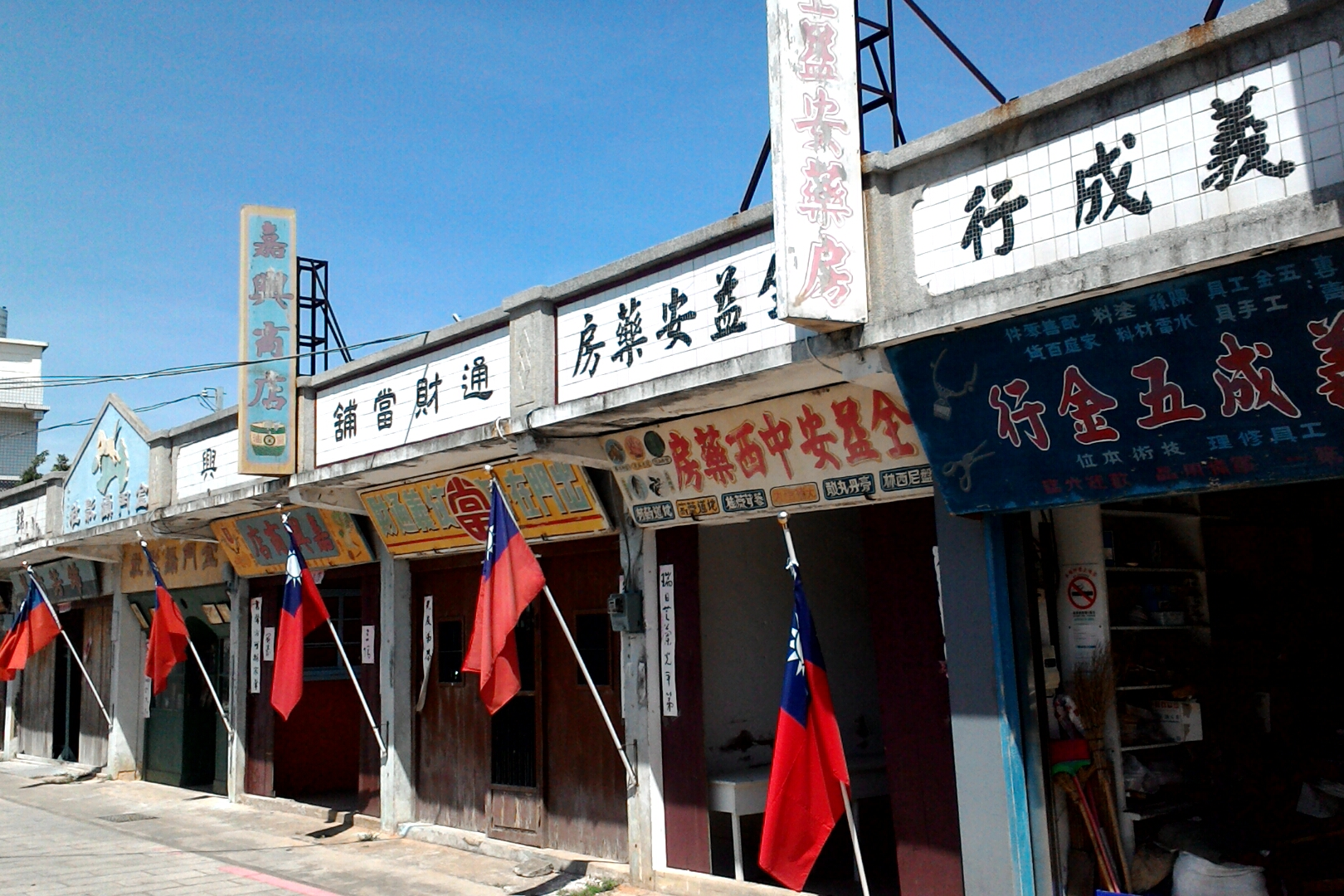
位於金門縣金沙鎮陽翟聚落的軍中樂園電影場景，街道兩旁插滿中華民國國旗

### 禮儀
- 依據中華民國刑法第160條，意圖侮辱中華民國，進而公然損壞、除去或污辱中華民國之國徽、國旗者，處一年以下有期徒刑、拘役或九千元以下罰金。[註 2]
- 正式升（降）國旗時，依據中華民國國徽國旗法第11條，應：一、全體肅立。二、唱國歌。三、升（降）旗－敬禮。四、禮成
- 依據中華民國國徽國旗法第12條，國民遇升降國旗時，應就地肅立，注目致敬。各種車輛，除火車、救火車、救護車、軍警追捕車，或應援車外，遇升降國旗時，應就地停車。

### 室外懸掛
依據中華民國國徽國旗法
第5條　國旗之旗桿，白色，配金黃色圓頂。
第7條　門首懸國旗時，應懸掛於門楣之左上方。旗桿與門楣，成三十度之角度。如用兩面國旗時，可交叉懸掛於門楣之上，或並列於大門兩旁。
第8條　室外懸掛國旗之時間，自日出起，至日落時止。
第10條　政府機關、學校、團體及軍事部隊，應於適當地點樹立旗桿，每日升降國旗。
第13條　天雨時，除特殊情形，必須懸掛國旗外，應將國旗降下。雨停後，再行升上。其不在規定升降時間內，不必舉行儀式。
2025年05月28日紀念日及節日實施條例，總統令中華民國114年5月28日華總一義字第11400053171號茲制定紀念日及節日實施條例，公布之。
內政部並於2025年5月29日以台內宗字第1140122657號函致行政院中央各部會、各直轄市政府、各縣市政府、各直轄市議會、各縣市議會等各機關，配合辦理相關法定事宜。
| 日期                                                  | 說明                                                                     |
| ----------------------------------------------------- | ------------------------------------------------------------------------ |
| 依據紀念日及節日實施條例第3條紀念日之名稱及日期如下： |                                                                          |
| 1月1日                                                | 中華民國開國紀念日（即元旦）                                             |
| 2月28日                                               | 和平紀念日（降半旗）                                                     |
| 3月12日                                               | 國父逝世紀念日                                                           |
| 3月14日                                               | 反侵略日                                                                 |
| 3月21日                                               | 民族平等紀念日                                                           |
| 3月29日                                               | 革命先烈紀念日                                                           |
| 4月7日                                                | 言論自由日                                                               |
| 6月26日                                               | 原住民族抵抗日                                                           |
| 7月15日                                               | 解嚴紀念日                                                               |
| 8月1日                                                | 原住民族日                                                               |
| 8月15日                                               | 終戰紀念日                                                               |
| 8月23日                                               | 八二三紀念日                                                             |
| 9月21日                                               | 國家防災日                                                               |
| 9月28日                                               | 孔子誕辰紀念日                                                           |
| 10月10日                                              | 國慶日                                                                   |
| 10月24日                                              | 臺灣聯合國日                                                             |
| 10月25日                                              | 臺灣光復暨金門古寧頭大捷紀念日                                           |
| 11月12日                                              | 國父誕辰紀念日                                                           |
| 12月25日                                              | 行憲紀念日                                                               |
| 12月28日                                              | 全國客家日                                                               |
| —                                                     | 依據紀念日及節日實施條例第7條紀念日，各機關應懸掛國旗                    |
| 外國元首抵國境訪問時                                  | 依照國際禮儀及慣例，應普懸國旗以示歡迎，但僅限於其所到之處               |
| 下半旗時                                              | 依據國旗下半旗實施辦法第2~5條                                            |
| 國葬舉行之日                                          | 依據國葬法第 6 條國葬舉行之日，由總統派員致祭，全國下半旗誌哀。          |
| 烈士入祀之日                                          | 依據忠烈祠祀辦法第 21 條當地機關、團體、學校及工商行號，均應懸掛國旗示敬 |

#### 各地方政府之室外懸掛規定
臺北市政府、新北市政府、臺中市政府及所屬各機關學校國家重要節慶插掛國旗作業要點
本府各機關、學校於國家重要節慶期間，應於機關、學校門口或適當地點插掛國旗
四、插掛國旗之期間如下：
（一）開國紀念日及行憲紀念日：十二月二十二日至次年一月四日。
（二）國慶日及臺灣光復節：十月七日至十月廿八日。

### 室內懸掛
第六條　政府機關學校團體及軍事部隊，應於禮堂及集會場所之正面中央懸掛國旗於國父遺像之上。
- 中華民國國軍中山室
- 各級中央、地方政府機關、學校之正廳或司令台、禮堂暨慶典場所、會議廳
- 公私立學校、民意機關、軍事部隊、公司
- 中華民國在海外之大使館、辦公室、協會、領土或領島。

### 海上懸掛

#### 一般船隻
- 依據中華民國國徽國旗法第15條　駐外使領館，海軍艦隊暨船舶之升降或懸掛國旗，依本法規定辦理，並依國際慣例行之。
- 依據商港法第20條　船舶入港至出港時，應懸掛中華民國國旗、船籍國國旗。
- 依據船舶法第6條　非中華民國船舶，不得懸掛中華民國國旗。但法令另有規定或有下列各款情形之一者，得懸掛中華民國國旗：一、中華民國國慶日或紀念日。二、其他應表示慶祝或敬意時。
- 依據船舶法第7條　中華民國船舶，不得懸掛非中華民國國旗。但法令另有規定或有下列各款情形之一者，得增懸非中華民國國旗：一、停泊外國港口遇該國國慶或紀念日。二、其他應表示慶祝或敬意時。

#### 軍艦
- 依據陸海空軍軍旗條例施行細則第31條　軍艦在停泊中，應於上午八時至日沒時，懸掛國旗（海軍旗）於艦尾旗桿及艦首旗於艦首旗桿，且應同時升降。兩艘以上軍艦停泊同一港口時，其升降旗之時間，依資深官所在之軍艦為準。
- 依據陸海空軍軍旗條例施行細則第34條　軍艦在航行，應於主桅斜桁懸掛國旗（海軍旗）。

### 降半旗

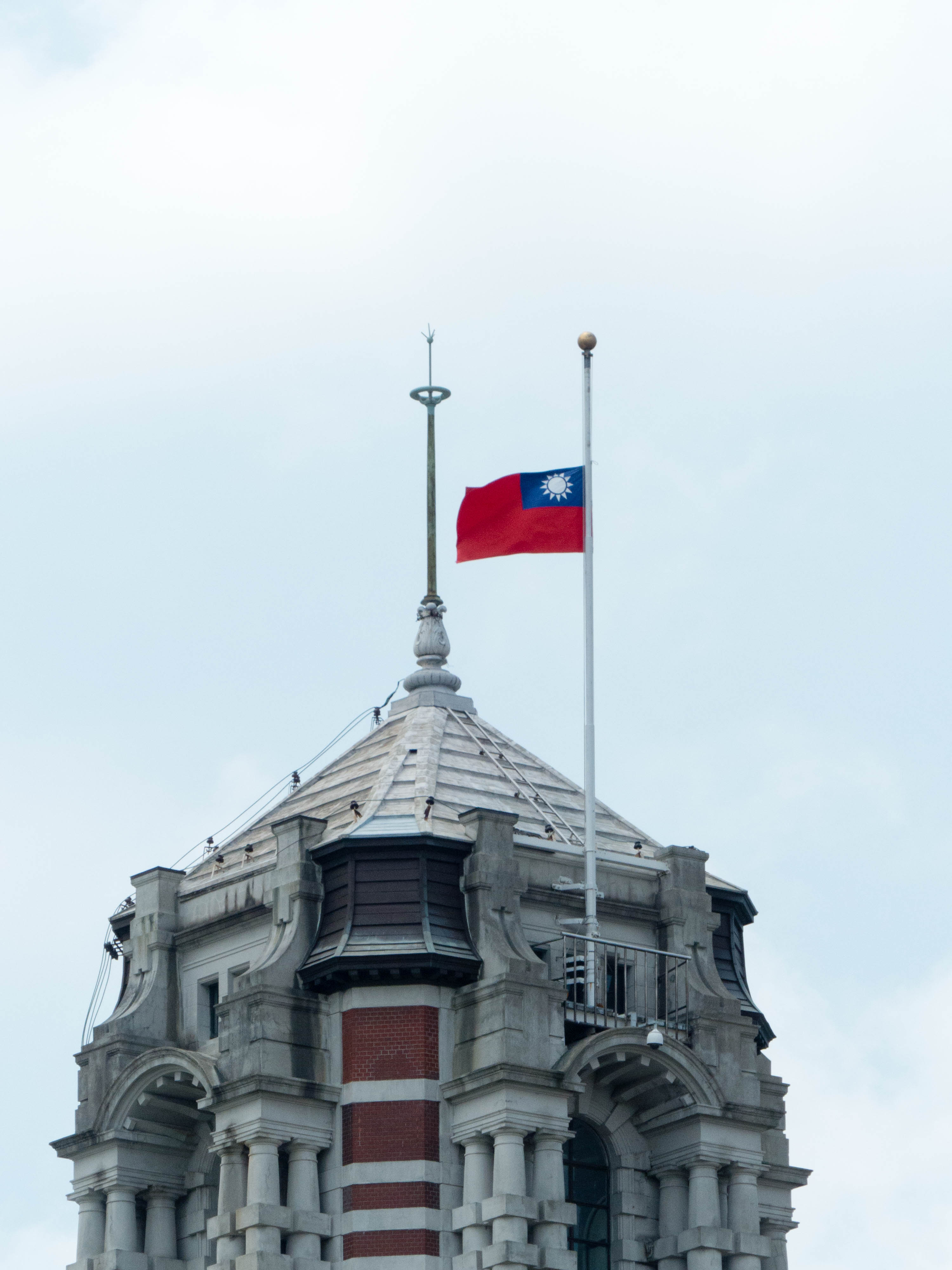
總統府降半旗以悼念復興航空222號班機空難、高雄氣爆事故罹難者（2014年8月6日）

- 依據《國旗下半旗實施辦法》

第2條　規定現任總統、副總統逝世時依規定降半旗：總統（自逝世之日起至安葬之日）、副總統（安葬之日）
第3條　每年228和平紀念日
- 下列人士逝世，經總統決定者，下半旗：一、對國家有特殊勳勞或偉大貢獻者。二、對世界和平或人類進步有偉大貢獻者。三、現任友邦元首。

第6條　因天然或人為災害造成重大傷亡時，依災害類別，由中央災害防救業務主管機關報請行政院決定下半旗。但屬國際災害事件者，由外交部報請行政院決定。
第8條　下半旗時，應先將國旗升至桿頂，再下降至旗身橫長二分之一處。降旗時，仍應升至桿頂，再行下降。
第9條　下半旗時，與國旗並列懸掛之旗幟，其高度不得高於國旗。
- 依據國葬法第 6 條國葬舉行之日，由總統派員致祭，全國下半旗誌哀。

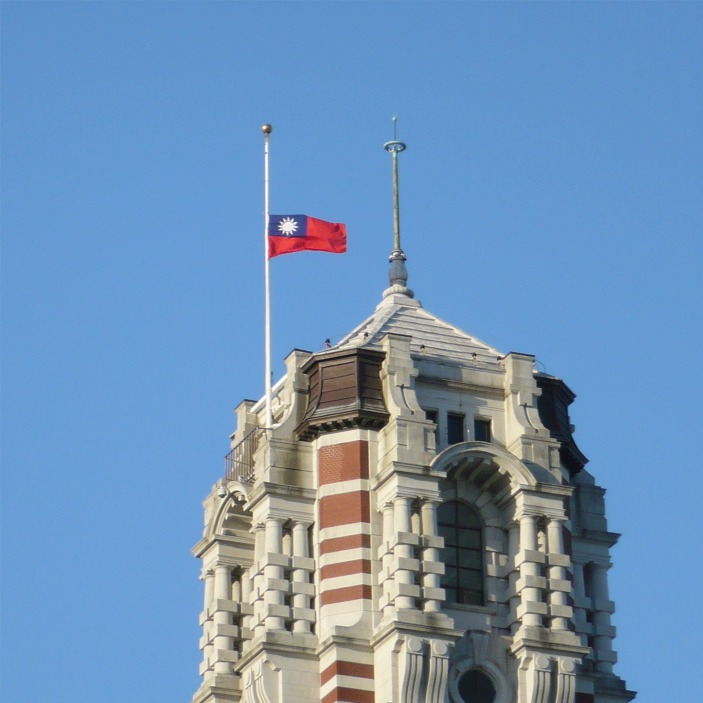
總統府為八八風災降半旗

- 國旗下半旗實施辦法係本部於2006年（民国95年）12月8日以台內民字第0950187830號令發布施行，實施下半旗之相關規定及決定皆屬上開政府核准之範疇，爰實施下半旗時，如遇天雨，仍需懸掛國旗。

#### 實例
- 國葬舉行當日

| 日期                 | 事由                                                      | 備註       |
| -------------------- | --------------------------------------------------------- | ---------- |
| 1965年3月5日         | 前副總統陳誠逝世                                          |            |
| 1975年4月5日         | 前總統蔣中正逝世                                          |            |
| 1988年1月13日        | 前總統蔣經國逝世                                          |            |
| 1993年12月24日       | 前總統嚴家淦逝世                                          |            |
| 2001年4月8日         | 前副總統謝東閔逝世                                        |            |
| 2020年1月14日        | 前參謀總長沈一鳴上將等8名軍職人員空難殉職，啟靈與聯合公奠 | 準國葬規格 |
| 2020年7月31日(起3日) | 前總統李登輝逝世                                          |            |
| 2020年10月7日        | 前總統李登輝逝世安葬                                      | 準國葬規格 |

例外：前副總統李元簇逝世並未實施下半旗，因其家屬希望低調處理。
- 特殊人士、事件或重要貢獻者

| 日期               | 事由                                                   | 備註                               |
| ------------------ | ------------------------------------------------------ | ---------------------------------- |
| 1975年3月26日      | 追悼沙烏地阿拉伯國王費瑟·本·阿卜杜勒-阿齊茲·阿紹德逝世 | 時任邦交國元首                     |
| 1989年6月17日      | 追悼六四天安門事件                                     |                                    |
| 2003年10月28日     | 前第一夫人宋美齡出殯                                   |                                    |
| 2005年4月3日-4日   | 追悼教宗若望保祿二世逝世                               | 總統府與行政院下半旗               |
| 2022年7月11日      | 追悼日本前首相安倍晉三遇刺身亡                         | 總統蔡英文於日本使團來訪時表示遺憾 |
| 2025年4月22日-23日 | 追悼教宗方濟各逝世                                     | 總統府與行政院下半旗               |

- 歷年國殤日

| 日期                  | 事由                                           | 備註 |
| --------------------- | ---------------------------------------------- | ---- |
| 1999年9月23日-25日    | 悼念921大地震罹難者                            |      |
| 2001年9月             | 悼念台灣九一七水災罹難者、美國九一一事件罹難者 |      |
| 2007年起，每年2月28日 | 悼念1947年二二八事件罹難者                     |      |
| 2009年8月22日-24日    | 悼念八八水災罹難者                             |      |
| 2014年8月5日-7日      | 悼念復興航空222號班機空難、高雄氣爆罹難者      |      |
| 2015年2月10日         | 悼念復興航空235號班機空難罹難者                |      |
| 2016年2月15日         | 悼念206地震罹難者                              |      |
| 2018年2月21日         | 悼念2018年花蓮地震罹難者                       |      |
| 2021年4月3日-5日      | 悼念台鐵408車次出軌事故罹難者                  |      |
| 2021年10月22日        | 悼念高雄城中城大樓火災罹難者                   |      |

- 地方性或機關降半旗

| 日期                     | 地區或機關單位 | 事由                                             | 備註 |
| ------------------------ | -------------- | ------------------------------------------------ | ---- |
| 1996年11月22日(起一個月) | 桃園縣         | 悼念時任桃園縣縣長劉邦友遇害身亡                 |      |
| 1998年7月31日            | 高雄市議會     | 悼念時任高雄市議員林滴娟於中國大陸遇害身亡       |      |
| 2006年11月6日-8日        | 宜蘭縣         | 悼念前宜蘭縣縣長、前中華民國法務部部長陳定南逝世 |      |
| 2018年10月31日           | 臺東縣         | 悼念普悠瑪列車出軌事故罹難者                     |      |
| 2020年1月2日-4日         | 國防軍事單位   | 悼念參謀總長沈一鳴上將等8名軍職人員空難殉職      |      |
| 2020年6月7日             | 高雄市議會     | 悼念時任高雄市議長許崑源因故身亡                 |      |

## 歷史

### 革命的青天白日旗

青天白日旗

- 光緒十九年（1893年），革命先烈陸皓東寄住於尢列（四大寇之一）在廣州家中的「聽濤閣」時，設計一面「青地、中有白日」的青天白日旗，預備作為革命的旗幟。由於陸皓東已在首次廣州起義(第一次革命)殉難，旗之正確圖案，知者不多，「當時旗上所排列叉光，多寡不一，縫製者多莫名其妙，後經總理（中山先生）解釋，謂叉光即代表干支數目，故叉光應排作十二，以代十二時辰。自是旗上叉光之數，始確定不易。」[16][17]
- 光緒二十一年（1895年），興中會總部在夏威夷成立，孫文召集革命同志舉行其首次幹部會議。興中會決定發動廣州起義，會員陸皓東設計之青天白日旗作為起義軍之旗，旗底為藍色，以示青天，旗中置一白日，有白光芒十二道[18]:8。此後多次起義皆以此旗為標幟號召，揭示「光明正照」、「自由平等」之義。
- 光緒二十六年（1900年），第二次革命時，鄭士良發動惠州起義時，第一次打出青天白日旗為標幟[18]:8。

### 討論未果
光緒三十二年冬（1906年），中國同盟會討論國旗形式，孫中山主張沿用青天白日旗，以紀念已犧牲之設計人陸皓東及其他興中會先烈；廖仲愷提議、並連同黃興共同支持使用井字旗有井田和天下九州的寓意；另有人提出用金瓜钺斧旗，以發揚汉族精神；用十八星旗，以代表十八行省；用五色旗，則可以順應中国历史和中华文化之習慣。黄兴認為青天白日旗之形式不美觀，而且以太陽為標誌，是效法日本旭日旗，有日本并华之嫌；廖仲恺於是設計井字旗，以表示平均地權之意，但被孫否定:8-9。唯當時意見紛歧，國旗選用未解決而擱置。孫文再提出在青天白日旗上加紅地，改成紅、藍、白三色，以符合世界上如法國國旗有自由、平等、博愛之真意，作為革命軍的國旗樣式:8，此想法也成為「青天白日滿地紅旗」的構想。
| 方案一1895年成為興中會會旗1919年成為中國國民黨黨旗1925年成為中華民國海軍艦艏旗    |
| 方案一 1895年成為興中會會旗 1919年成為中國國民黨黨旗 1925年成為中華民國海軍艦艏旗 |

| 方案二1912年成為中華民國海軍旗1928年成為中華民國國旗   |
| 方案二 1912年成為中華民國海軍旗 1928年成為中華民國國旗 |

| 方案三1912年成為中華民國國旗1912年成為中華民國海軍艦艏旗   |
| 方案三 1912年成為中華民國國旗 1912年成為中華民國海軍艦艏旗 |

| 方案四1907年成為共進會會旗1911年成為湖北軍政府旗幟1912年成為中華民國陸軍旗    |
| 方案四 1907年成為共進會會旗 1911年成為湖北軍政府旗幟 1912年成為中華民國陸軍旗 |

| 方案五1911年陳炯明惠州舉兵的旗幟1912年成為中華民國元帥旗1925年成為中國致公黨黨旗    |
| 方案五 1911年陳炯明惠州舉兵的旗幟 1912年成為中華民國元帥旗 1925年成為中國致公黨黨旗 |

當時同盟會南洋分會副會長張永福之妻陳淑字（一說淑宗）依孫文「加紅色的新構想」，縫製四種國旗草案，其中的草案一即仿自美國星條旗的設計，以五條紅線作為青天白日旗的襯底，然而該草案始終未被採用。孫文在民國元年（1912年）1月12日覆參議會函中，清楚定義：青天表示清清白白；白日象徵光明，代表光明正照，自由平等；紅色表示博愛。自丁末1907年潮州黃岡之役起，至辛亥1911年黃花崗起義止，中經8次起義（第3次至第10次），皆用青天白日滿地紅旗為革命標幟，黃興迭任主帥，亦從無反對表示。
| 草案一 |
| 草案一 |

| 草案二 |
| 草案二 |

| 草案三1925年成為國民革命軍军旗1947年制憲後成為中華民國陸軍旗   |
| 草案三 1925年成為國民革命軍军旗 1947年制憲後成為中華民國陸軍旗 |

| 草案四1912年成為中華民國海軍旗1928年成為中華民國國旗   |
| 草案四 1912年成為中華民國海軍旗 1928年成為中華民國國旗 |

### 國旗多次更易
武昌起義後，中華民國於1912年1月1日在南京成立，1月2日起各省都督府代表聯合會代行中華民國臨時參議院職權。1月10日，各省都督府代表聯合會決議以五色旗作為中華民國國旗，取紅、黃、藍、白、黑五色，代表漢、滿、蒙、回、藏五族共和之意；定铁血十八星旗為陸軍旗，青天白日紅旗為海軍旗，請孫中山頒行全國:16:10。討論中華民國國旗問題時，因各省革命軍使用的旗幟不一致，引起各省代表爭執。湖北、湖南、江西省共進會使用鐵血十八星旗，代表十八行省；江蘇省、浙江省、安徽省的中国同盟会卻使用五色旗，以代表；廣東、廣西、福建、雲南、貴州省則沿襲同盟會傳統，使用青天白日旗；陳炯明在惠州舉兵時曾採用井字旗，會師廣州後，未再使用。1月12日，孫認為五色表示五族取義不確，將五色上下排列亦不平等、仍有階級，未可遽付頒行，遂函覆各省都督府代表聯合會可俟諸民選國會成立後，再經由國民公開表決:10。
1912年1月28日中華民國臨時參議院成立，2月15日，臨時參議院選舉袁世凱為臨時大總統，5月6日，參議院討論國旗統一案:12。5月14日，臨時參議院議決以五色旗為國旗，將十八星旗改為十九星旗以置於五色旗左上角為陸軍旗，青天白日旗置於五色旗左上角為海軍旗，袁世凱認為後兩者設計不妥，於5月26日覆議，最後參議院臨時於6月5日通過十九星旗為陸軍旗，青天白日滿地紅旗為海軍旗。6月8日，此案由臨時大總統袁世凱公布施行：「以五色旗為國旗，商旗適用國旗，以十九星旗為陸軍旗，以青天白日旗為海軍旗」:16。

### 北洋政府的各類旗幟
| 五色旗作为国旗 （1912年－1928年） |
| 五色旗作为国旗 （1912年－1928年） |

| 十八星旗作为陆军旗 （1912年5月14日－1912年6月11日） |
| 十八星旗作为陆军旗 （1912年5月14日－1912年6月11日） |

| 1912年6月11日改以十九星旗作为陆军旗 （1912年6月11日－1928年） |
| 1912年6月11日改以十九星旗作为陆军旗 （1912年6月11日－1928年） |

| 青天白日满地红旗作为海军旗 （1912年－今）北洋政府規定旗幟縱橫比為3:4，光芒與白日比例也與現行不同:54,164  |
| 青天白日满地红旗作为海军旗 （1912年－今） 北洋政府規定旗幟縱橫比為3:4，光芒與白日比例也與現行不同:54,164 |

| 方蓝井白满地红旗为元帅旗（1912年－1928年）  |
| 方蓝井白满地红旗为元帅旗 （1912年－1928年） |

| 方白井蓝满地红旗为副元帅旗（1912年－1928年）  |
| 方白井蓝满地红旗为副元帅旗 （1912年－1928年） |

### 青天白日滿地紅旗

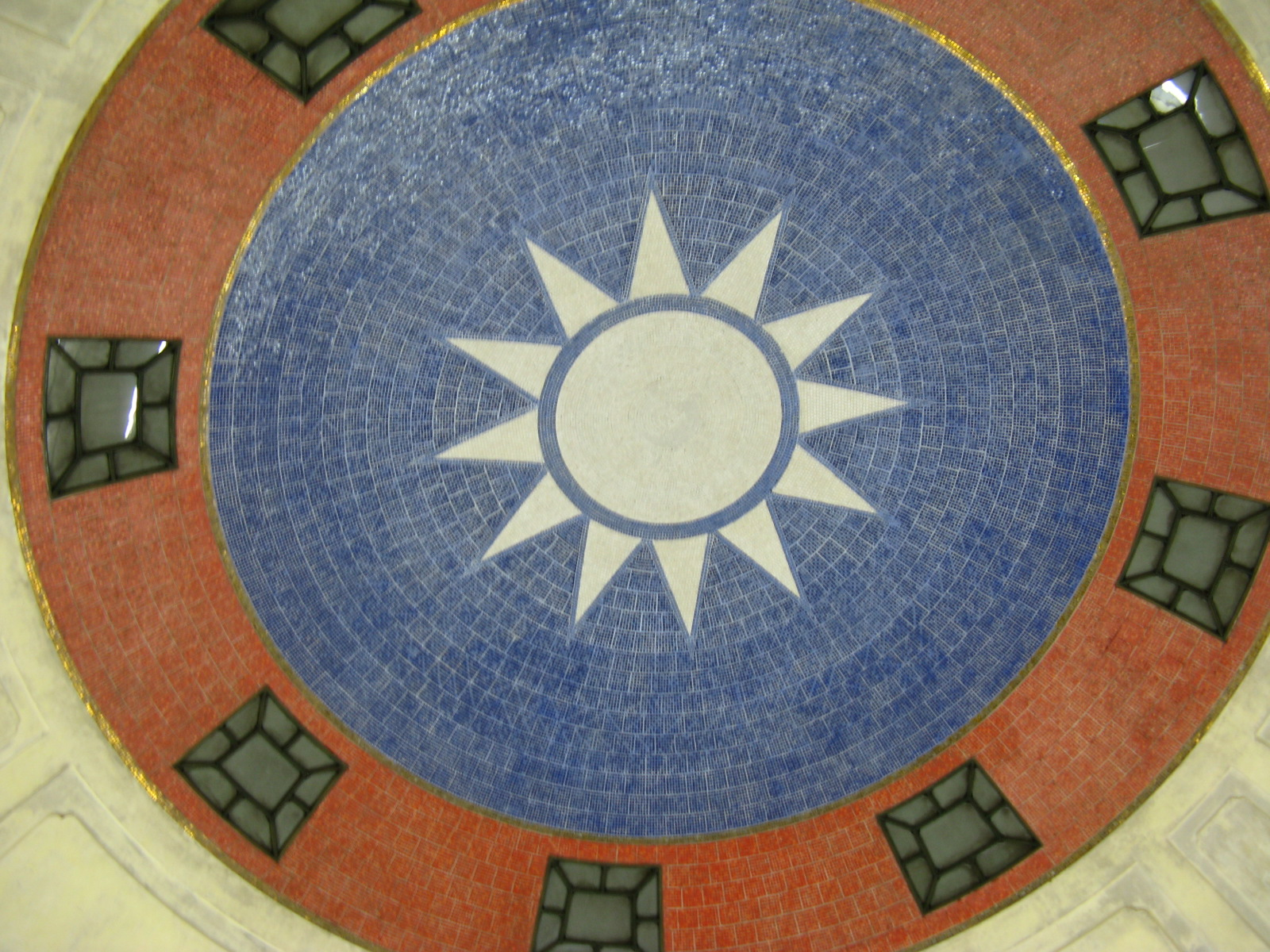
南京中山陵墓室顶部的青天白日满地红

1910年底，孫中山希望於三藩市設立中華籌餉局籌餉，並打算把起義成功後將要正式使用的國旗印在籌餉的金幣券上，但過去起義的旗幟圖樣，因輾轉傳製很不統一，若要付印，需加以標準美化。經李鐵夫修改設計的起義旗幟圖案，印在了金幣券上。
1911年10月23日海軍艦隊在九江首義時，即更換青天白日滿地紅旗為軍旗。
1912年1月12日，孫中山在《咨覆參議會論國旗文》中，以五色旗乃前滿清官旗、五色代表五大民族之分配代色取義不確、五色上下排列違背五族平等等理由反對五色旗，以青天白日紅旗為國旗。但孫中山認為當時同樣力主鐵血十八星旗為國旗的一方「亦有完滿之解說」，一時之間五色旗、十八星旗、青天白日旗三方各執一詞，難以決定，又因當時南京臨時政府與清政府北洋軍之戰事尚未平息，故選擇暫時擱置。
1921年5月5日，孫中山在廣州就任非常大總統時，宣佈廢止五色旗及十八星旗，規定青天白日滿地紅旗為國旗和軍旗:12。但北洋政府仍為當時統治全國的政權，五色國旗仍然廣受認同。
1924年6月30日，中國國民黨第一屆中央執行委員會決議，以青天白日旗為黨旗，以青天白日滿地紅旗為中華民國國旗。1924年10月26日，《中国国民党周刊》发表《国旗释义》一文，解释道：三民主义包括民族民权民生，“五色只能用以代表五族而已，于共和无与。”“五色旗所能表示者，只民族主义之一部分，尚未能赅民族主义之全，其于民权民生更无关涉。故不独于历史关系方面，不能表示革命精神，即于意义方面，亦偏畸不完。”而青天白日旗“不但含有光复意味，且含有自强不息日新其德之意味，于发扬国民精神，所关甚大”，并且“天日所临，凡为人类，一切平等享受，无所差别。以之为国旗特征，实能表示一种民胞物与、一视同仁之意味。”
1925年7月，國民政府於廣州成立，1926年國民革命軍北伐，所克之處，皆豎青天白日滿地紅旗。
1928年12月，國民革命軍北伐結束，中國東北的奉系將領张学良在12月29日宣佈東北易幟，廢五色旗，立青天白日紅旗。國民政府名義上統一中國大陸各省，青天白日滿地紅旗亦隨之用於全中國各地，國旗的認同逐步建立。
但也有許多名流不承認其正統性，如1936年國學大師章太炎逝世，依照其生前要求只以五色旗覆蓋遺體，不使用青天白日紅旗。
1946年12月25日，制憲國民大會通過《中華民國憲法》，明文規定『中華民國國旗定為紅地，左上角青天白日』，將國旗入憲。
1949年10月1日，中華人民共和國於北京成立後，採用中國人民政治協商會議確定的五星紅旗作為其國旗，退守台灣的中華民國政府則繼續沿用青天白日滿地紅旗，此後青天白日滿地紅旗僅於台澎金馬地區普遍使用至今。

## 使用狀況

### 抗戰之前

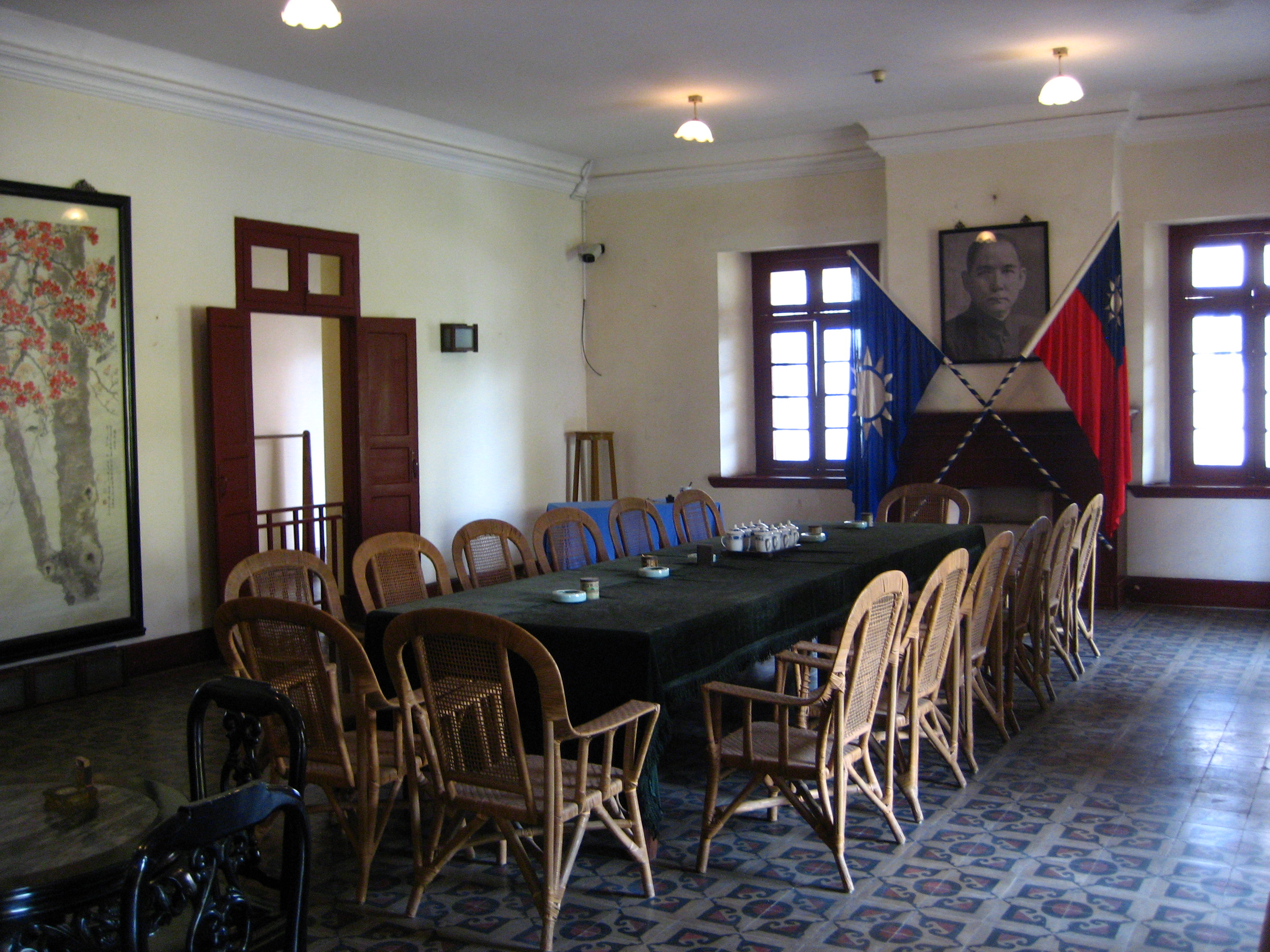
懸掛在廣州孫中山大元帥府紀念館會議室的青天白日滿地紅旗

1928年国民革命军北伐成功后，青天白日滿地紅旗作為代表中國唯一法定國旗，普遍使用在公家機關及國民黨單位，但直至抗戰以前，中國民眾對青天白日满地红旗的認同感有限，這與當時的中國整體環境有關；而中國共產黨在1927年第一次國共合作失敗後則多使用中國共產黨黨旗和中華蘇維埃共和國國旗，至1937年第二次国共合作開始，才開始普遍使用青天白日满地红旗。
1933年，国民革命军第十九路军在福建發動閩變建立中華共和國，采用上紅下藍，中嵌黃色五角星旗，與國民政府對抗。
儘管如此，由於當時國民政府已經在表面上取得了中國的統一，所以即便是山西的閻錫山、廣西的李宗仁、白崇禧、廣東的陳濟棠、青海的馬步芳還有寧夏的馬鴻逵等國民黨地方派系，也陸續掛起青天白日滿地紅旗，以象徵中華民國的再度一統。所以無論是1930年的中原大戰，還是1936年的兩廣事變，交戰各方均使用一樣的國旗，以爭奪孫中山繼承者的正統地位。
西方媒體與歷史學者習慣以Nationalist China（國民黨統治下的中國）來與先前使用五色旗的Chinese Republic（中華民國北洋政府）在意義上進行區分，而青天白日滿地紅旗在西方人眼中具有相當強烈的黨旗色彩，故成為這種區分的標誌物之一。

### 抗戰時期与战后行宪时期

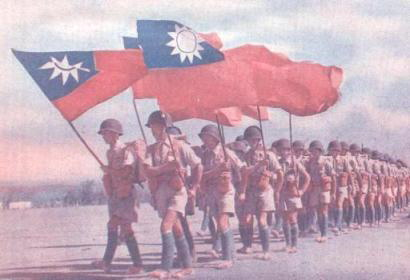
國軍第一軍持行國旗遠征印度的畫像

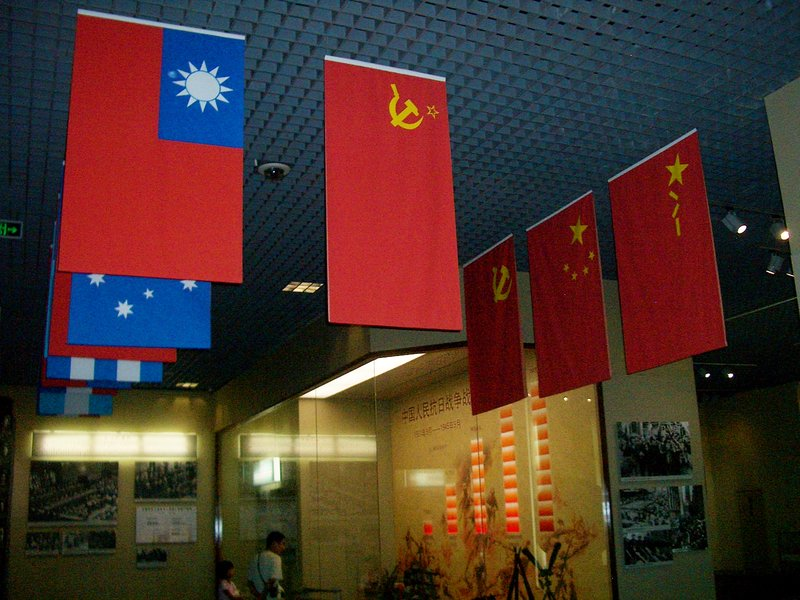
懸掛在北京宛平城中國人民抗日戰爭紀念館內的青天白日滿地紅旗，與其并列的是蘇聯國旗（此面中華民國國旗現已被撤離）

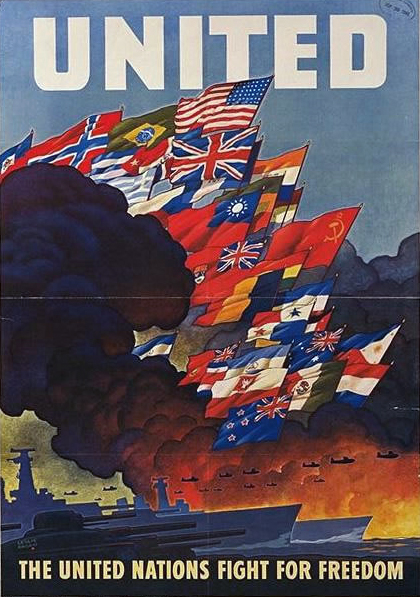
為了建立國際公法的制度，聯合國於第二次世界大戰期間被構想了出來。中間則有中華民國國旗

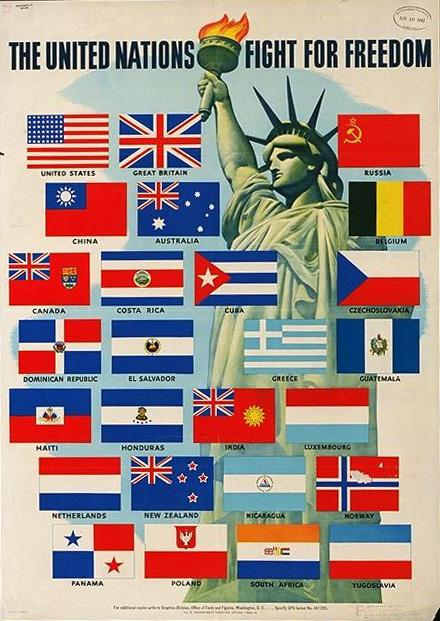
1942年，“联合国”成为同盟国的正式名称。当年的海报写道：“联合国为自由而战”

1936年西安事變後，國共兩黨結束了對立關係，國民黨内各地方割據勢力也在團結抗日的口號影響下，陸續團結到了中央政府的旗幟之下，從而使得青天白日滿地紅旗成為中華民族主義的象徵，也廣泛受到當時中國愛國知識份子的認同。
八年抗戰期間中華民國國旗被海內外人士視為中國人民團結一心抵禦外來侵略者的象徵，尤其是1937年10月29日，在上海四行倉庫持續抵抗日軍進攻的八百壯士們，因為升起了由女童子軍楊惠敏所攜帶的青天白日滿地紅國旗，而使得中國軍人洗刷了長年以來遭遇外國軍隊時，只能被動挨打的恥辱，並贏得了上海租界內外籍人士的肯定。
陳納德率領的飛虎隊在抵達遠東展開戰鬥之後，由於隨時可能會遭到日本飛機或者地面砲火的擊落，因此國民政府也頒發了上有青天白日滿地紅旗的血幅（Blood Chit），上書：「來華助戰洋人，軍民一體救護」。隨後包括取代飛虎隊的駐華空軍特遣隊以及第十四航空隊等美軍正規作戰部隊的飛行員，也持續的使用這份文件作為保命的護身符。由於大多數的美國飛行員在遇險之後，多能依靠血幅獲得不同政治勢力，甚至是親日政權部隊的幫助而回到後方，因而使得中華民國國旗連帶著血幅一同受到了當時同盟國軍方高層的肯定。因為這個緣故，中華民國國旗不但成為了中美友好的歷史象徵，直到今日也都還為許多美國的二戰軍事迷所收藏。
日本扶持下的汪精卫政权国旗仍使用青天白日滿地紅的中華民國國旗，以表示其繼承國民政府法統。為與重慶國民政府相區別，同時為湊齊五色旗中五色緩和日軍爭執，在中華民國國旗上另加帶“和平反共建國”六字黄地黑字三角旗。1943年後移去三角旗與重慶方面一致。
1947年，国民政府不再于公开场合悬挂中國國民黨黨旗。仅悬挂中華民國國旗。

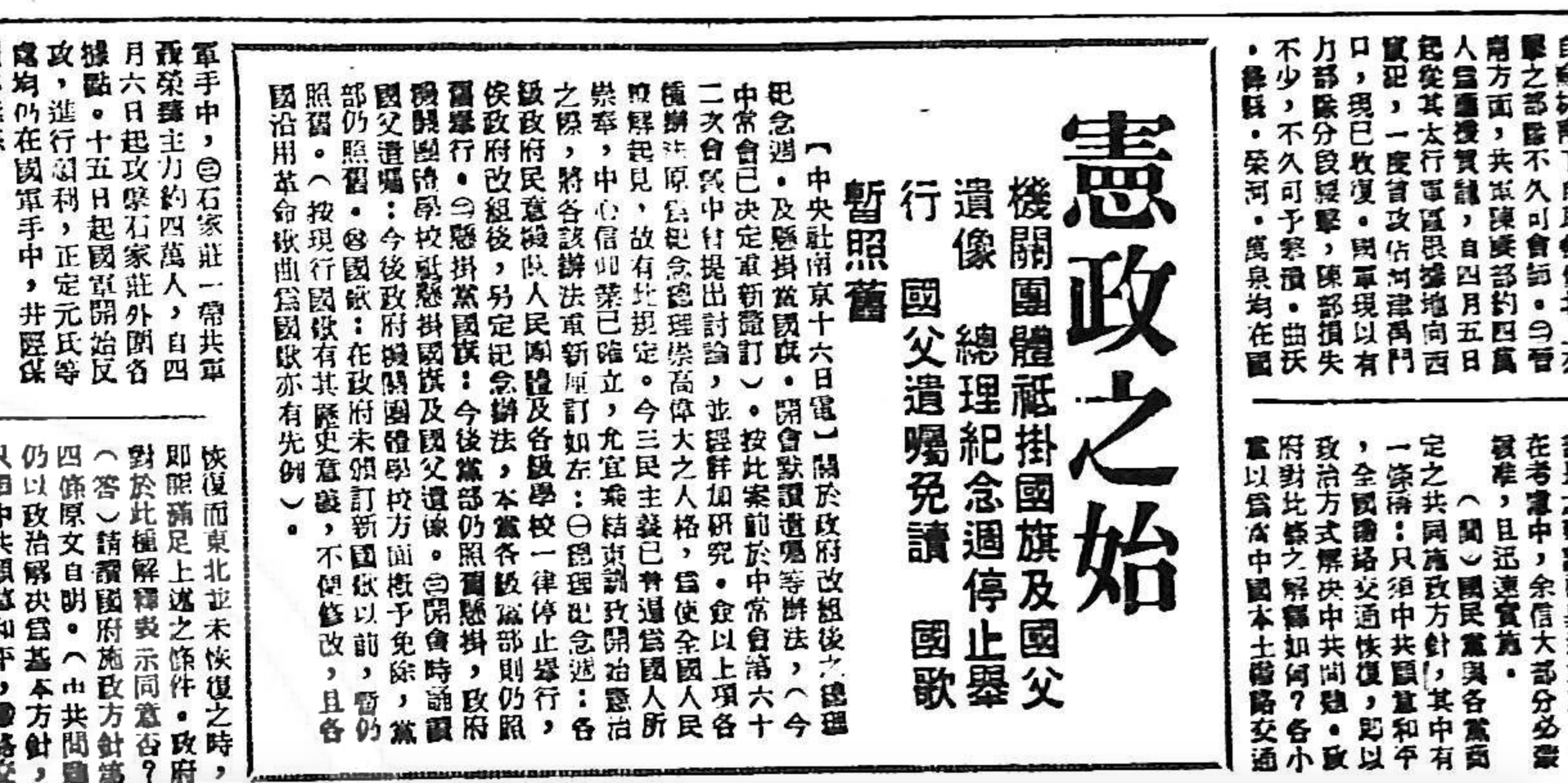
1947年4月18日国民政府改组之日，上海大公报公布国民政府消息，为行宪之目的，自即日起不再于公开场合悬挂国民党党旗。仅悬挂国旗与孙中山国父画像

#### 中國共產黨建政前的使用情况
1937年8月，國民政府同意將中國工農紅軍改編為國民革命軍第十八集團軍，中國共產黨取消中華蘇維埃共和國，改編為中華民國陝甘寧邊區政府，懸掛青天白日滿地紅國旗。当时在陕甘宁边区及各抗日根据地，每逢特定节日（如新年、春节、五一劳动节、双十国庆）或重大活动（如公祭国民政府主席林森、庆祝日本投降、庆祝解放军收复延安），当地都会悬挂中华民国国旗。随着共产党方面在第二次国共内战节节胜利，被视为“旧国旗”的中华民国国旗逐渐消失于中國共產黨举行的各项活动中，并被中國共產黨党旗或纯红旗取代；但直到1949年初，中共解放区仍有使用中华民国国旗的情况。

### 臺灣戰後時期之使用
1945年抗日戰爭結束，中華民國國旗在台灣開始使用至今，目前也是一些國際官方及非官方場合用來標識及代表台灣的旗幟。大多數的台灣人對中華民國國旗有認同感，也認為青天白日滿地紅旗為代表中華民國或台灣的旗幟。政府機關、公共建築物或車站都會懸掛中華民國國旗；中、小學生朝會時必須參加升旗儀式，對其行标准或稍加改變的禮儀，唱《中華民國國歌》。升降旗時，演奏或演唱《中華民國國旗歌》。
現行中華民國法律條文對國旗的使用時機、場合、地點、尺寸、擺設方式、原料選用有詳細的規範，甚至為維護國家尊嚴，亦禁止變造國旗樣式或添加圖示等作為。

### 1949年後的中國大陸與台灣

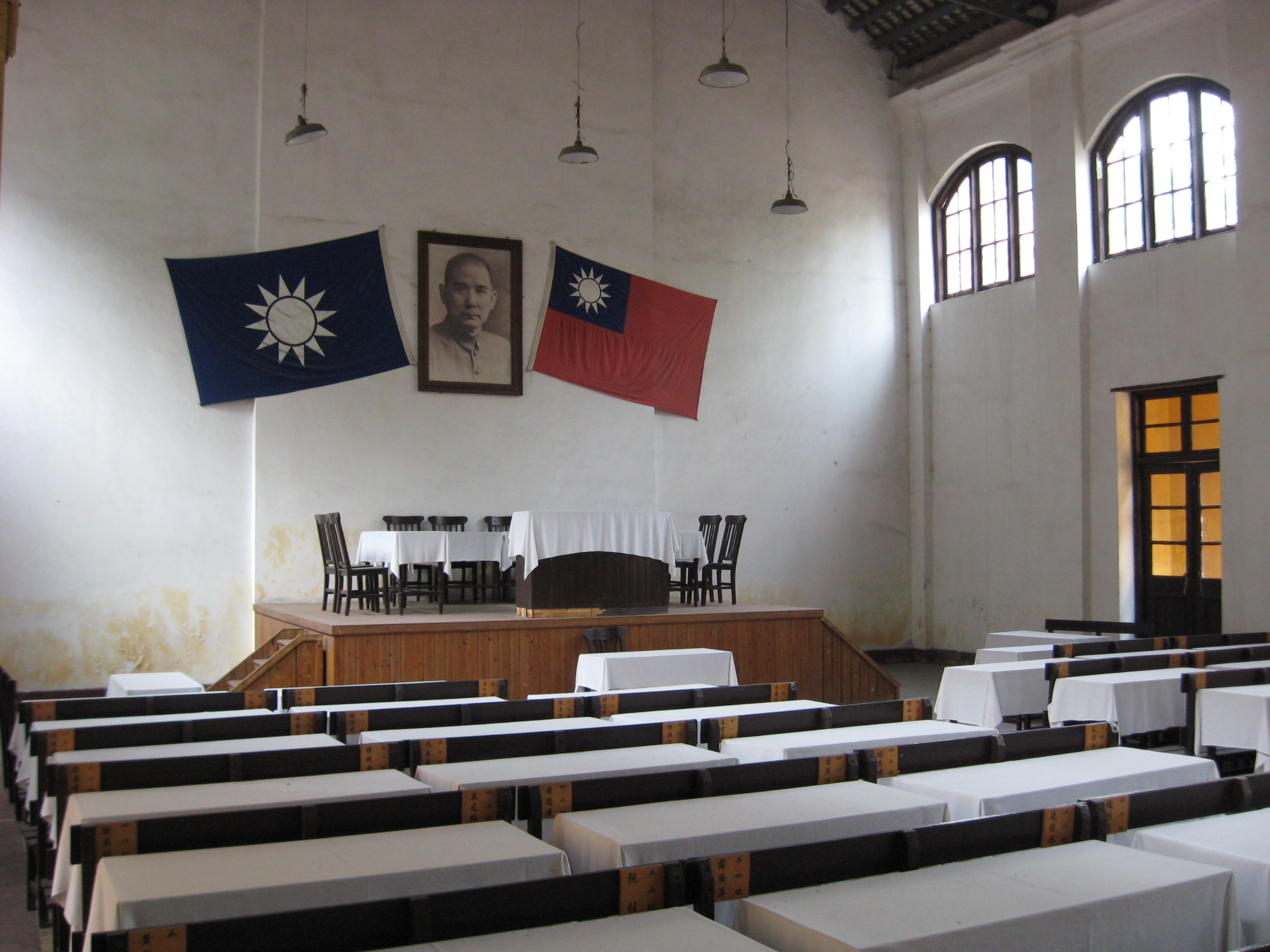
懸掛於廣州高等師範大禮堂——中國國民黨第一次全代會會址內的青天白日滿地紅旗

1949年10月1日，中華人民共和國中央人民政府在北京成立，以五星紅旗為国旗。中華人民共和國政府自视为“新中国”，自认为是中华民国的继承者，由于中華民國在中国大陆的治理已結束，中華民國國旗在中國大陸被視作歷史舊物，目前其僅主要出現于南京總統府、中山陵、孫中山故居等有關中華民國史、中國國民黨史的紀念館和陳列館，中國人民抗日戰爭紀念館等有關抗日戰爭歷史的紀念館和紀念地，以及中國歷史電視劇、電影等文藝作品中，重庆两江国际影视城的民国街也有悬挂中华民国国旗和美国国旗。在其他場合，若与历史相关，雖然沒有明文禁止，但一般情況不會公開展示或使用。而与1949年后台湾相关的場合下，中华人民共和国官方則是给予禁止。官方为涉台用语制定的指导性文件《关于正确使用涉台宣传用语的意见》（2016年修订）中，第一项第1条规定：“对1949年10月1日之后的台湾地区政权[……]不使用‘中华民国’，也一律不使用‘中华民国’纪年及旗、徽、歌。”在中国大陆电视台的台湾新闻节目画面中出现中华民国国旗时一般会被用马赛克技術性屏蔽。
中國大陸電視台在播放台湾电视剧时，剧中画面如出现青天白日满地红旗，一般也会用马赛克屏蔽。而中国大陆自己拍摄的或者与台湾合拍的电视连续剧中，对于中华民国国旗则有不同的态度，如两岸合拍剧《原乡》，以中国国民党黨旗（“青天白日旗”）取代青天白日满地红旗。而在另一部两岸合拍剧《又见阿郎》中，则出现了原原本本的青天白日满地红旗。在革命历史剧《五星红旗迎风飘扬》中，身处台湾的蒋中正的办公桌上出现了青天白日满地红旗；历史剧《历史转折中的邓小平》中提及1979年全国人大常委会发表《告台湾同胞书》的情节当中，也出现了金门岛上青天白日满地红旗飘扬的画面。随着海峡两岸的交流日趋频繁及大陆民众对抗战的了解越来越接近真实，近年来大陆拍摄的抗战影视剧中青天白日满地红旗越来越频繁的正面出现，如：《上阵父子兵》、《中国兄弟连》、《仁者无敌》、《二炮手》等。甚至关于国共内战的场景中，也会出现青天白日满地红旗，如：《红日》。
部分台灣學生於雙十節等中華民國節日在宿舍等地點私下展示中華民國國旗、中國國民黨黨旗，並唱中華民國國歌。中國大陸一些民間政治團體还曾公開展示中華民國國旗，如中國泛藍聯盟（但2006年该组织进行这一活动后，带头者被公安机关处以行政拘留20天的处罚）。
隨著海峽兩岸的交流日益開放，許多來自台灣的商品，也會以青天白日滿地紅旗作為包裝的樣式，在中國大陸的公家機關進行販售。包含家樂福在內的大賣場，也會在自己世界各地的分店介紹中，打出青天白日滿地紅旗，以介紹自己在台灣所開設的分店。但这一做法在中国大陆仍具有法律风险。2018年，江苏省无锡市锡山区某烤肉店发布的店堂广告中，在世界地图上使用青天白日及红底的旗帜标注台湾，后锡山区市场监督管理局判定这一做法“违背一个中国原则，损害国家民族利益”，对该店铺作出罚款25万元的行政处罚决定。
2012年8月15日，香港及中國大陆民間保釣人士搭乘啟豐二號成功登上釣魚台列島，同時揮舞五星旗及青天白日滿地紅旗時被日本《讀賣新聞》記者拍攝到。該照片中的青天白日滿地紅旗被一些中國大陸媒體裁剪、覆蓋甚至塗改。
2010年代初期（即馬英九政府时期），中国大陆对青天白日满地红旗帜的限制总体比以往宽松许多。但与现行中华民国政治相关、尤其是中国大陆官方媒体报道台湾地区相关新闻内容时，则严格禁止或予以遮蔽；但在个人网络素材上使用该旗时，审查标准由网络平台自行决定。2019年时，郭台銘參選中華民國總統。中华人民共和国媒体报道时，用马赛克遮住他所戴的中華民國國旗帽。郭台銘對此不滿，他認為中华人民共和国政府應該給中華民國足夠空間，要正視中華民國存在的事實。但随着2016年蔡英文当选中华民国总统以来，尤其是中共十九大之后至今，中华人民共和国政府对舆论的加强管控，使得中华民国国旗越来越少出现在公共场合，被部分人认为这是一种倒退现象。
2019年管虎执导的电影《八佰》一段13分钟的护旗片段中，中华民国国旗多次以远景方式出现，并且配有国歌。但是，此片段在公映版中被删除，而且片段中国旗的白日部分被淡化处理。

### 二戰後的香港及澳門

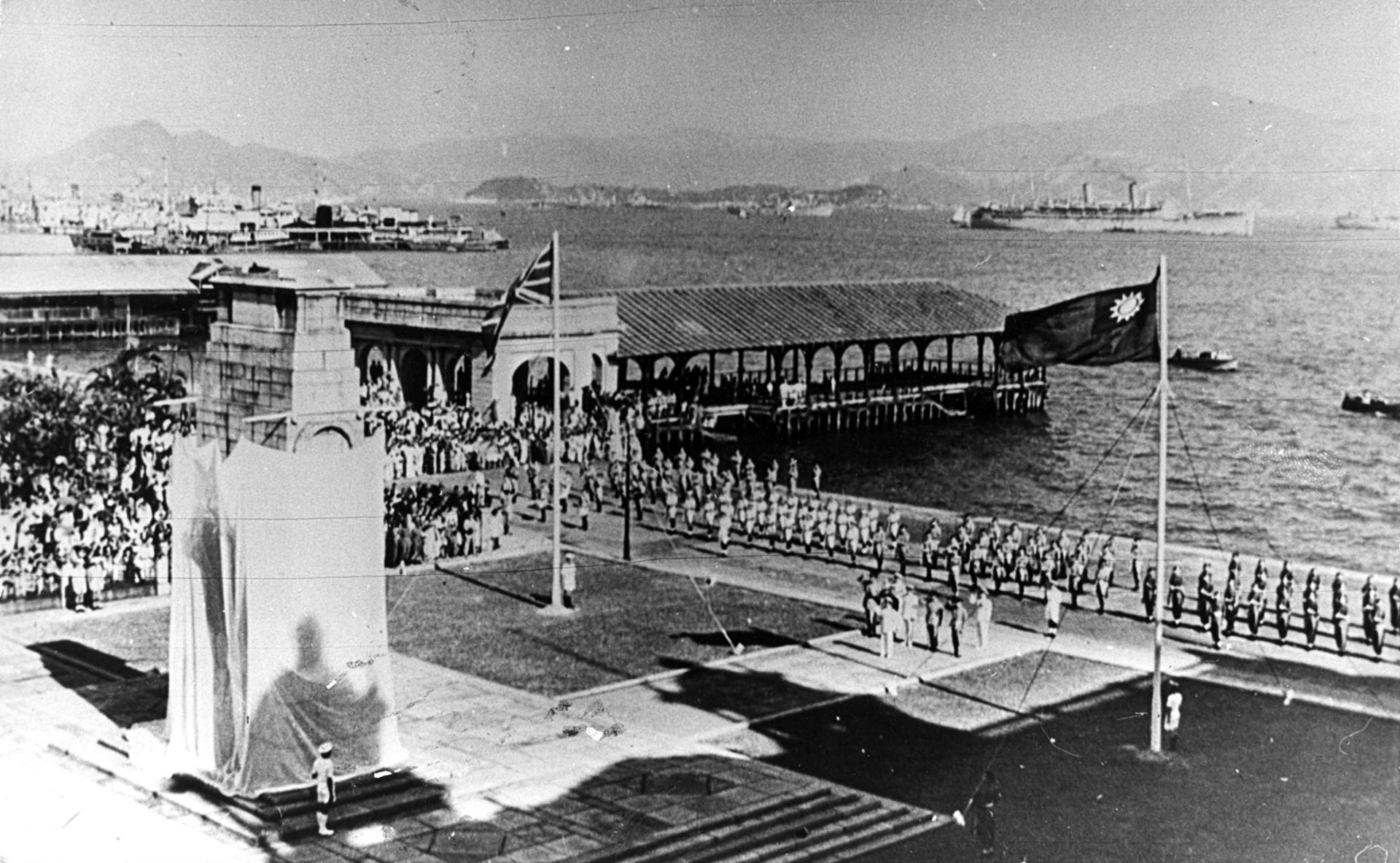
香港重光儀式上，英國國旗（左）與中華民國國旗（右）飄揚在和平紀念碑附近的廣場

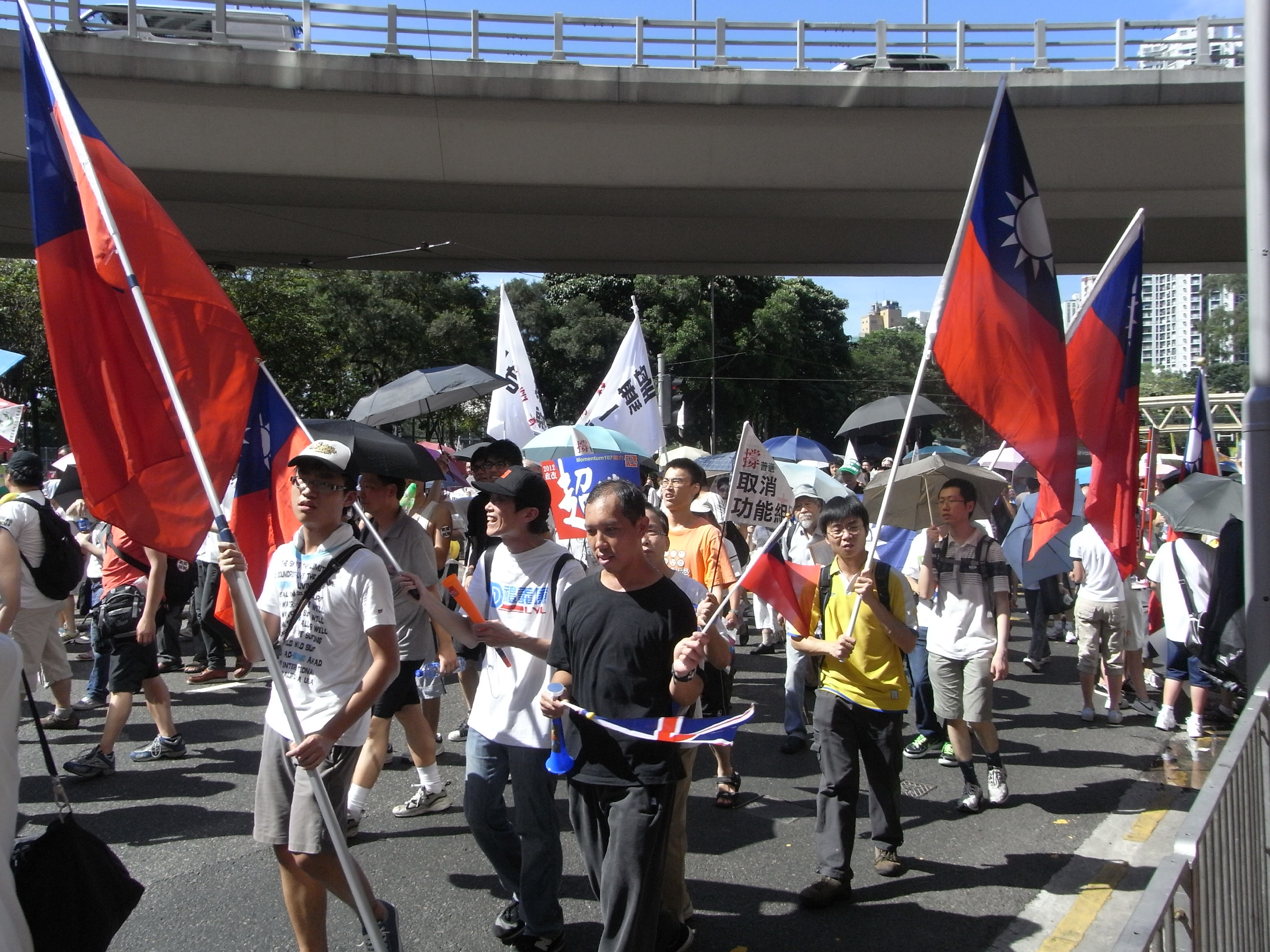
2010年香港七一遊行中，群眾用青天白日滿地紅旗象徵對北京政府及其治港政策的不滿及反對

1842年香港開埠後即為英國所統治，中華民國雖然在歷史上未曾實際統治過香港，且英國於1950年承認中華人民共和國，但在部分香港人對中華人民共和國的不認同下，中華民國國旗不時可見。
中華人民共和國建立初期，雙十節、孫中山誕辰記念日等日子在香港亦經常可見到中華民國國旗。在1956年三合會發動的雙十暴動就是因為中華民國國旗被撕去而引起的。
以往於調景嶺等較多國民黨支持者聚居之處，可看到大量飄揚著的中華民國國旗。在1997年之前，很多香港市民及香港親台團體會舉辦慶祝雙十節的活動。在中華民國支持者聚居的地區，例如調景嶺、荃灣、長沙灣、錦田、 屯門等，街道上往往可見中華民國國旗飄揚。
但在調景嶺拆除重建，1997年中華人民共和國恢復對香港行使主權，香港特別行政區政府雖然未明文禁止中華民國國旗的公開懸掛展示，但是香港警察曾以「佔用政府空間」為由把街上懸掛的青天白日满地红旗拆除。
此外，雖然香港特區政府無制定相關規定，多數香港新聞媒體在用語上以「青天白日滿地紅旗」代替「中華民國國旗」六字。
此外，在香港特區政府的宣傳和大力推行國民教育下（例現時每日傍晚在全港大部分電視台報導新聞前播放包含国歌的《心繫家國》廣告），有部分香港市民和學生認為五星紅旗是唯一代表中國的國旗，除了香港親台團體（如神州青年服務社）聚會和2000年代至2010年代泛民主派的七一遊行等活動外，正式公共場合已難看到青天白日滿地紅旗，但部分商店及超市会以青天白日滿地紅旗標示为台灣製造的產品。
屯門中山公園是香港少數長期公開展示中華民國國旗的地方。不過，在2020年12月，公園內的中華民國國旗已經被移除。
一二·三事件之後，澳門政府於1967年1月2日發出公告，禁止在澳門進行「與中華人民共和國敵對的活動，禁止懸掛被視為敵對中華人民共和國的外國旗幟、徽章、標誌等。」中華民國政府和中國國民黨在澳門設置或支持的機構和團體被查封，中國國民黨在澳勢力被全面清除。不過葡萄牙與中華民國的邦交直到1979年才結束，而澳門也把中華民國國慶（雙十節）列為法定假期直至1981年。
2019年，香港反對逃犯條例修訂草案運動以及在中華民國雙十國慶日常見香港民眾到處揮舞、插、掛中華民國國旗，號召「愛國愛港、愛中華民國，雙十國慶、18區遍地開花」，在10月10日晚上6點戴口罩、穿黑衣在尖沙咀、九龍塘等商場快閃，搖中華民國國旗以及唱國歌，並在附近連儂牆貼國旗與反共標語，為自由民主價值發聲。在2019年11月12日中文大學的警民衝突中，香港民眾自發在中文大學夏鼎基運動場上升掛中華民國國旗。
2020年10月，香港房屋署指示其所轄公共屋邨及屋苑職員，在雙十節期間如發現有中華民國國旗或橫額展示，需呈報並拆走以確保「一個中國」原則。同年12月，有人發現在屯門紅樓懸掛的中華民國國旗全遭拆除。

### 世界各地

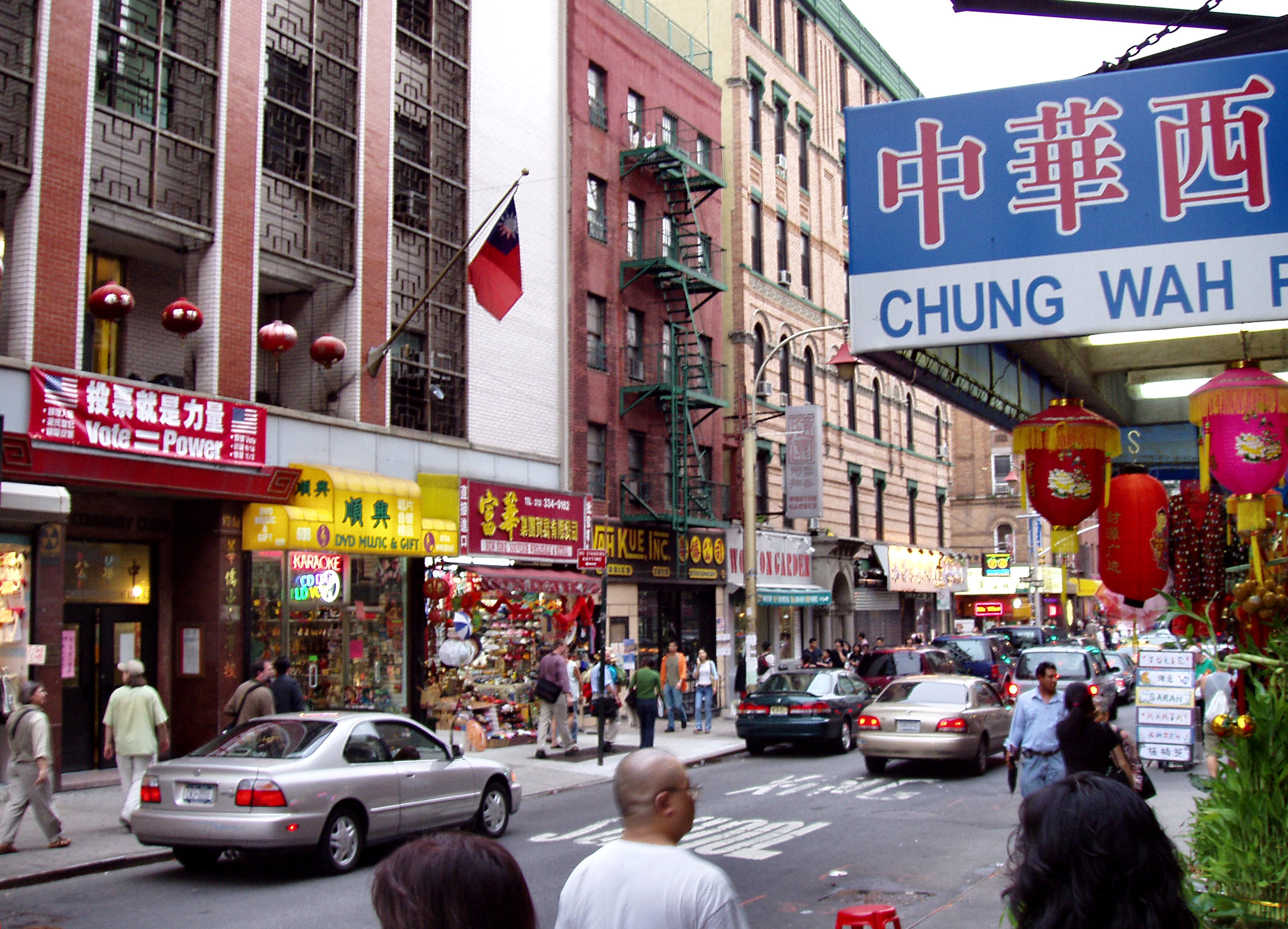
海外華人社區亦可見到青天白日滿地紅旗，圖為2004年拍照的紐約华埠勿街

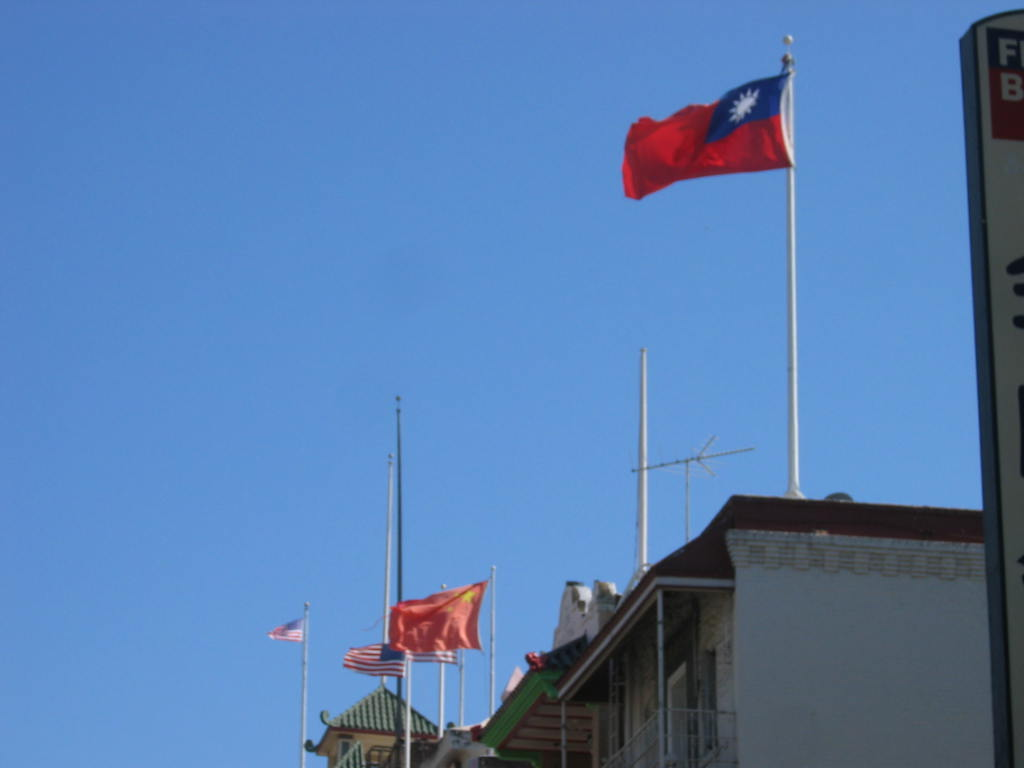
旧金山唐人街上空飘扬的青天白日满地红旗、五星红旗以及美国国旗

青天白日滿地紅國旗在第二次世界大戰被視為中華民族主義的象徵，許多在朝鮮半島、菲律賓、新加坡、馬來亞以及越南的華僑華人在日本投降時掛出中華民國國旗，象徵自己對母國的擁護與認同。
在大韓民國，由於蔣中正於20世紀初曾經協助過金九所推動的韓國獨立運動，因而曾經一度在南韓獲得相當崇高的地位。即便在中華民國與大韓民國1992年斷交之後，由於過去冷戰時代反共盟友的關係，現今首爾政府在紀念朝鮮戰爭的相關活動時，仍會掛出中華民國的旗幟（當時兩國尚有邦交）。

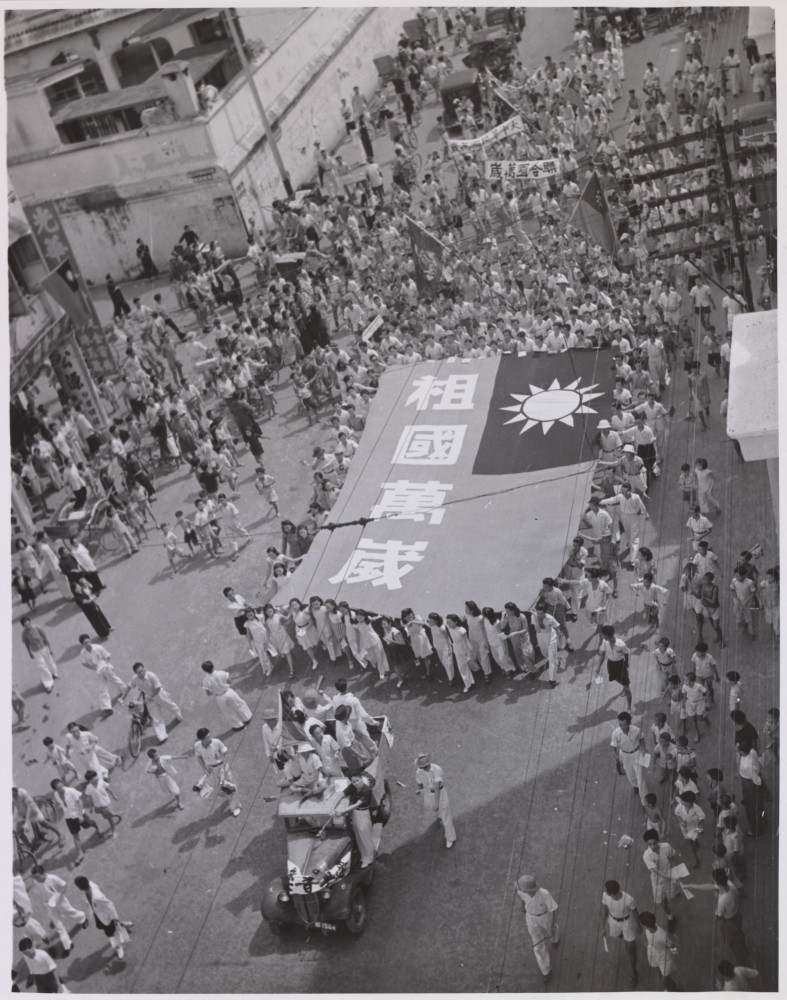
1945年新加坡華裔慶祝抗日戰爭勝利的遊行

1970年代聯合國大會2758號決議後，多數國家相繼承認中華人民共和國並與之建立外交關係，因一個中國原則不承認中華民國。此後中華民國國旗不能在非邦交國的官方場合使用，原大使館也不能懸挂國旗。但傳統華人社區及國際非官方場合，仍有繼續使用中華民國國旗的情況。尤其在中華民國國慶雙十節期間，傳統華人社區都遍布青天白日滿地紅旗。
1990年代後期，海外華人社區分為三大派，中華民國和泛藍支持者使用中華民國國旗，中華人民共和國和中国共产党支持者使用中華人民共和國國旗，而台灣僑民中支持泛綠的則使用民主進步黨黨旗或是台灣旗、台灣共和國國旗等。
2010年中國漁船與日本巡邏船釣魚島相撞事件之後，華僑到日本駐外使領館抗議時亦有抗議人士相鄰持中華民國國旗與中華人民共和國國旗。
2014年越南排華暴動后，为了让越南人辨别台商与陆商，防止“误砸”，经台商协会、相关社团与越南政府交涉，越南政府同意台灣企业在厂区悬挂青天白日滿地紅旗。

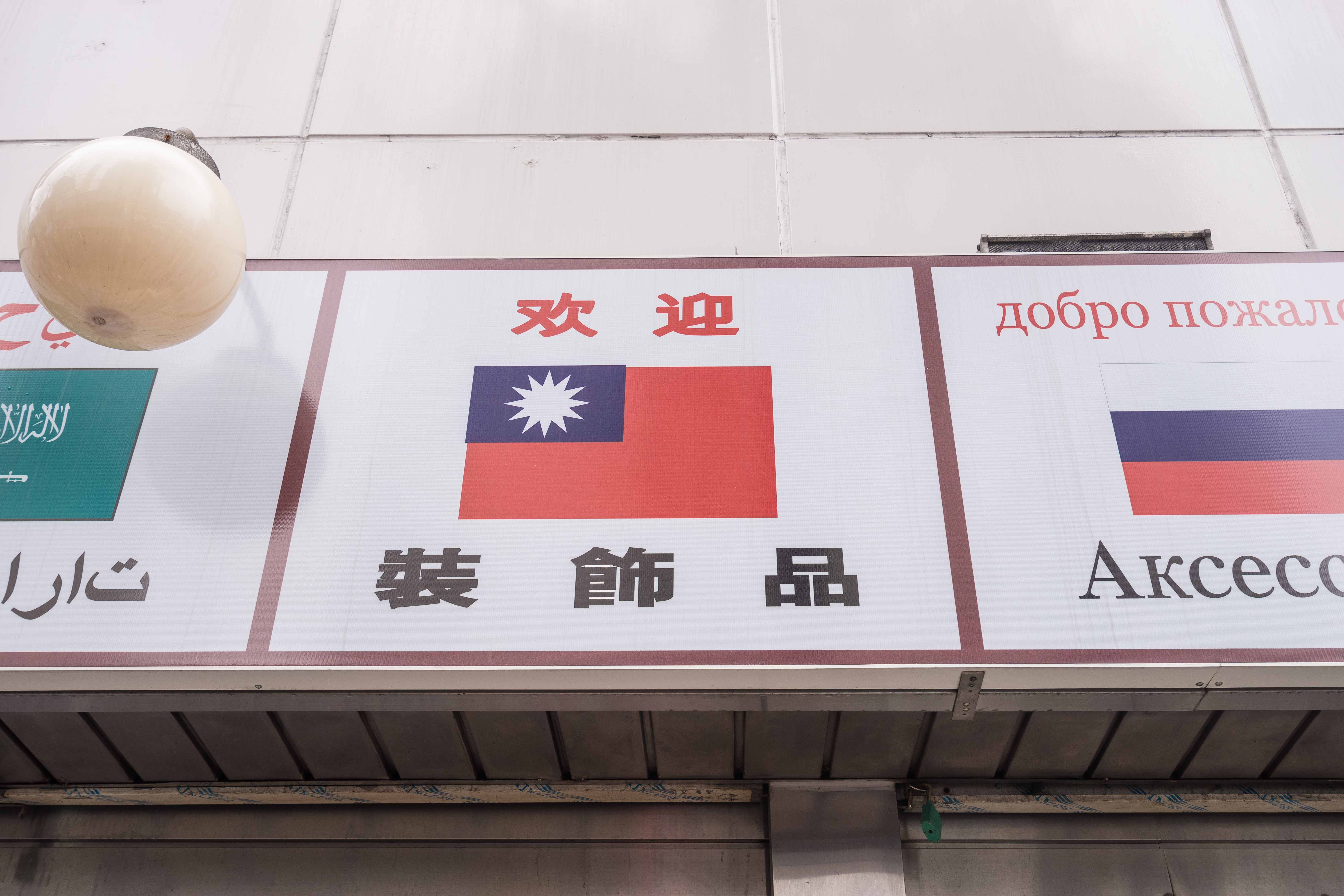
韓國南大門市場内，以青天白日满地红旗顯示產品是從台灣進口

### 政治影響

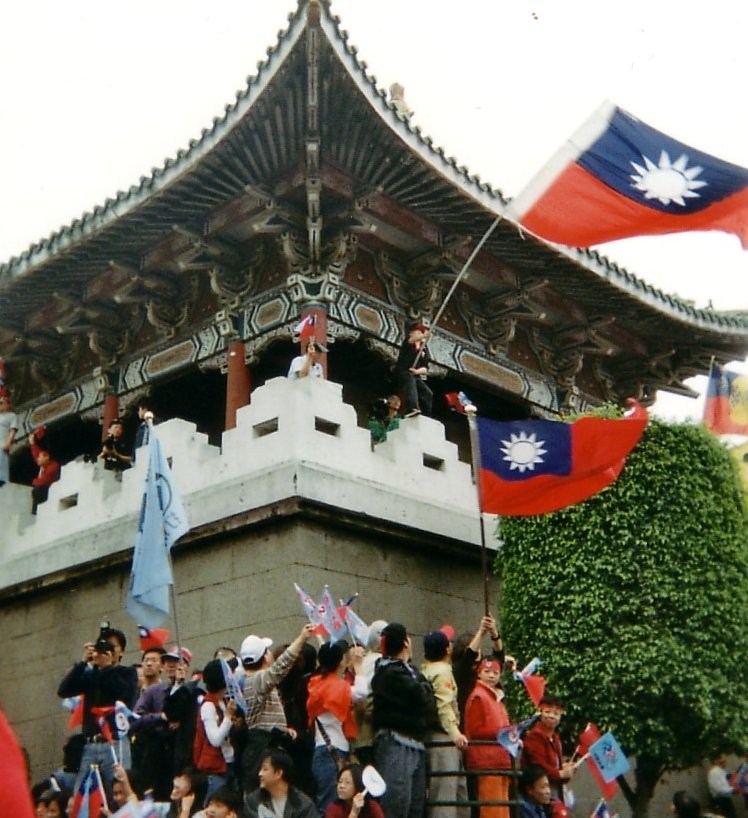
2004年中華民國總統選舉時，泛藍陣營支持者在台北景福門揮舞中華民國國旗

由於泛藍與泛綠的政治立場衝突，青天白日滿地紅旗在台灣的意义有不同。由於歷史傳承因素，中國國民黨的黨旗沿用過去中國同盟會的青天白日旗，與青天白日滿地紅旗上的青天白日比例一致，在過去一黨獨大的政治領域自然無所紛爭，但1987年起因解除戒嚴，各政黨陸續籌備或成立，青天白日滿地紅旗的意義因政治因素捲入今日政黨競爭。
對於歷史上傳承自中華民國的中國國民黨，雖在制度上並未完全延續掌管國家的獨權，集會時仍會依照慣例豎立國旗，而民主進步黨因國旗左上方是中國國民黨黨旗對中華民國國旗不太認同，則經常僅用民進黨黨旗或世界台灣人大會旗，但现代為了與中華人民共和國抗衡，接受在國際場合、官方駐外機構以中華民國國旗來代表臺灣。雙方曾因此以國旗、台灣旗幟作為愛國議題，引起政治騷動，亦曾於選舉期間，辯論國徽和黨徽是否應撤銷與國旗相同的中國國民黨黨旗。對於支持台灣獨立運動者便建議廢除中華民國國旗，但更改國旗勢必需更動《中華民國憲法》，由於修憲門檻高且爭議不休，至今未能實現。
2006年12月，在時任中華民國陸軍司令胡鎮埔上將要求下，中華民國陸軍戰備部隊在右臂配戴國旗臂章，以強化國軍官兵對國家認同的觀念，增強官兵對擔任戰備任務的光榮與使命感，也具有宣示「軍隊國家化」意涵，未來將逐步推廣至全軍官兵。

### 國際影響

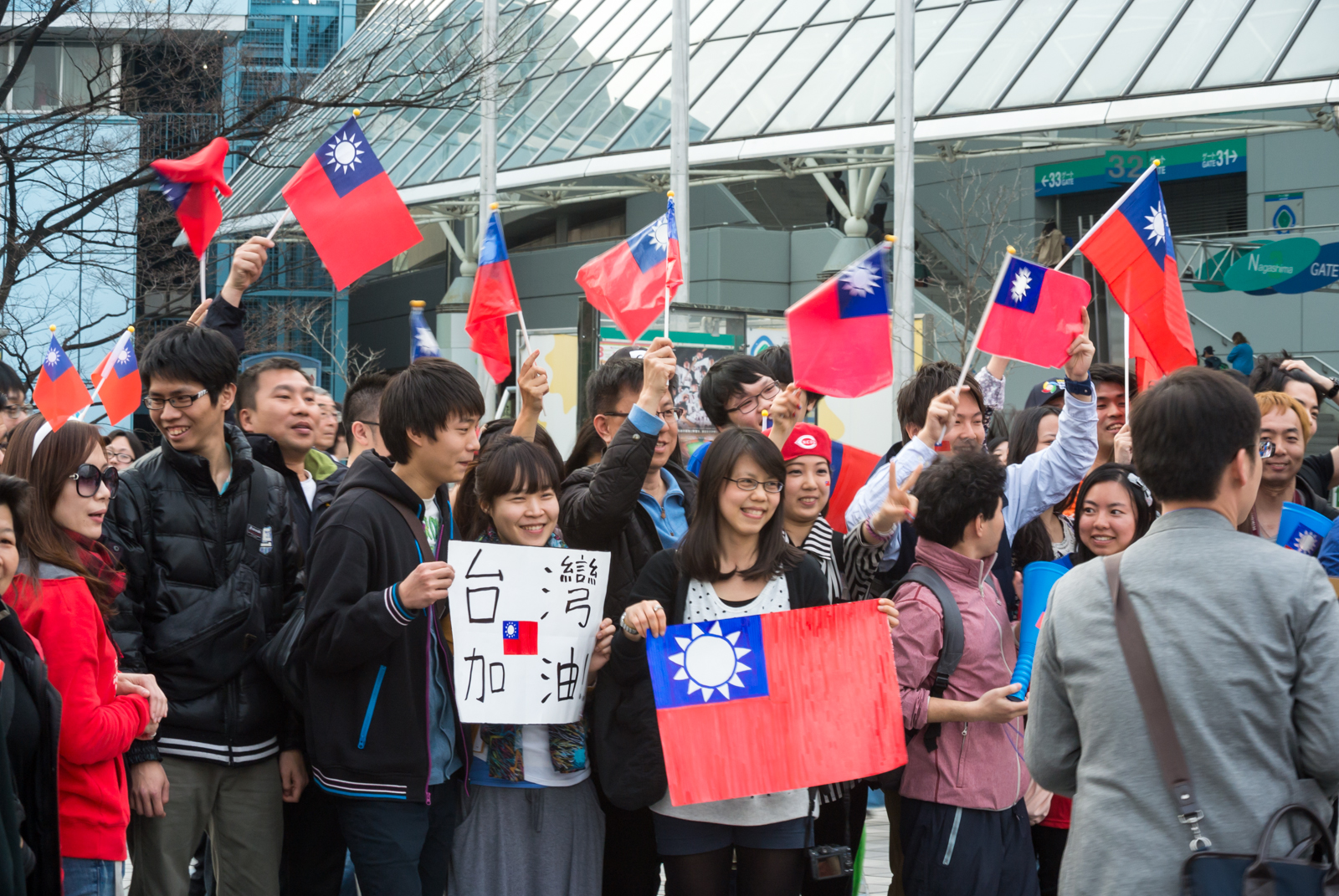
東京巨蛋棒球場外持國旗與看板為中華臺北參戰2013年世界棒球經典賽加油的球迷們

中華民國為聯合國五大創始常任理事國，紐約聯合國總部在1952完工前，聯合國位於紐約長島成功湖畔的臨時總部已開始運作。1971年中華民國在聯合國的中國代表席位被中華人民共和國取代，但至今臨時總部位址仍懸掛包括中華民國的五大創始常任理事國的國旗。
由於洛桑協議，中華奧林匹克委員會、奧林匹克運動會中華台北代表團等運動領域使用梅花旗。
許多國際活動上仍能看見中華民國國旗。其中在影視方面的宣揚最為常見。最早包括貓王電影《It Happened at the World's Fair》、名導盧貝松抵台取景的電影《露西》、琥碧·戈柏電影《修女也瘋狂2》及威爾史密斯電影《當幸福來敲門》的唐人街天臺籃球場、以二戰時期（時中華民國國民政府為同盟國的中國唯一代表）為背景的《美國隊長》，甚至連動畫電影《汽車總動員2》也應台灣動畫師的爭取下出現中華民國國旗。以上電影多為中國大陸院線檔未刪減之電影作品。
中華民國國家航空公司中華航空，早年在垂直尾翼漆上中華民國國旗，1970年代後在國際航線航權談判上，常受到北京政府干擾，因此部分航線需由其子公司華信航空代飛。鑑於1997年中華人民共和國恢復對香港行使主權，為確保重要營收來源的台灣－香港航線能夠持續，中華航空在1995年啟用新標誌「紅梅揚姿」後，將原用國旗的垂直尾翼塗裝改用此標誌，標誌的設計主題，即中華民國國花梅花，仍間接象徵其國家航空公司的功能。
2015年1月1日，駐美國台北經濟文化代表處在雙橡園舉行中華民國與美國斷交後首次的元旦升旗典禮。美國國務院表示，未先被告知要舉行升旗典禮，強調美國與台灣沒有外交關係，此舉不符合美方的外交政策，美國在台協會發表三點正式聲明，要求台灣方面確保這類事情不再發生。
2015年，中東恐怖組織伊斯蘭國在宣傳影片中點名80個反抗他們的國家，當中出現中華民國國旗並放在美國國旗旁邊，並與中華人民共和國國旗（位在第一排第六面）分別並列。
2018年8月22日，在印度尼西亞舉行的2018年亞運會自行車女子个人100公里公路赛上，出现了一面青天白日满地红旗，还与五星红旗并列。消息曝出后，大会立马将青天白日满地红旗换成了中华奥林匹克委员会会旗。

#### 柬埔寨
2017年2月，柬埔寨政府宣布禁止在公共场合挂中华民国国旗，为第一个禁止挂上该国旗的国家。

## 事件
苹果公司据报道限制查看和发送代表中华民国的emoji，尤其在设备的国家代码或语言设置为中國大陸或简体中文时。根据安全人员Patrick Wardle的调查，该政治审查代码中的一个漏洞会导致系统崩溃。
2019－2020年香港反修例抗议活动期间，苹果公司再次审查该emoji，並将其从香港和澳门地区设备中的iOS键盘移除。2020年9月，香港與澳門蘋果設備更新至最新版本後，該emoji的使用情況恢復正常。
1986年公映的美國影片《捍衛戰士》，飾演主角的湯姆·克魯斯身穿的皮褸背後有聯合國旗、美國國旗、中華民國國旗和日本國旗，但在2019年拍攝的影片續集《捍衛戰士：獨行俠》宣傳片中，中華民國國旗和日本國旗都消失不見，被質疑好萊塢向中國審查妥協。惟2022年正式上映時，相關的國旗有出現。
2020年10月8日，台北駐斐濟商務辦事處舉行雙十國慶日活動，現場懸掛中華民國國旗，蛋糕上也標有中華民國國旗圖案，引發中華人民共和國駐斐濟使館不滿，認為此舉違背“一個中國”原則，雙方外交官在現場出現肢體衝突。中華人民共和國外交部發言人趙立堅就此事回應記者提問時，聲稱中華民國國旗為「偽國旗」。

## 以國旗為基底的官方旗幟
1928年北伐完成後，國民政府先後啟用了7面以國旗為基底的旗幟，分別是：1929年海關旗（同海關艦艉旗）、商船旗、鹽務旗、警艇旗、1931年海關旗（同海關艦艉旗）、護漁巡艦及漁業調查試驗等船旗幟、1947年警察旗。
| 海關旗、海關艦艉旗（1929年－1931年）  |
| 海關旗、海關艦艉旗 （1929年－1931年） |

| 海關旗（1931年－1976年）海關艦艉旗（1931年－1975年）    |
| 海關旗 （1931年－1976年） 海關艦艉旗 （1931年－1975年） |

| 警艇旗（1929年－1949年）  |
| 警艇旗 （1929年－1949年） |

| 警察旗（1947年－1975年）  |
| 警察旗 （1947年－1975年） |

| 商船旗（1929年－1966年）  |
| 商船旗 （1929年－1966年） |

| 護漁巡艦及漁業調查試驗等船旗幟（1935年－1949年）  |
| 護漁巡艦及漁業調查試驗等船旗幟 （1935年－1949年） |

| 鹽務旗（1929年－1949年）  |
| 鹽務旗 （1929年－1949年） |

| 郵政旗（1929年－1935年）  |
| 郵政旗 （1929年－1935年） |

## 相似旗幟
1927年成立的臺灣民眾黨黨旗便仿中華民國國旗設計。另外薩摩亞國旗、1948年和1974年版緬甸國旗相似，納米比亞國旗和南非新國民黨黨旗中的黃色太陽造型也與中華民國國旗的青天白日極為接近。
2008年北京奧運中，北京奧運官方在有中華台北隊參與的比赛中，限制攜帶中華民國國旗与中華人民共和國國旗進入賽場。有台灣棒球迷將當時的緬甸國旗帶入棒球賽現場為中華成棒隊加油。
| 國旗 | 使用年份       | 用途                                  | 描述 |
| ---- | -------------- | ------------------------------------- | --- |
|      | 1948年至1949年 | 薩摩亞國旗 （1948年－1949年）         | |
|      | 1949至今       | 薩摩亞國旗                            | 于1949年2月24日作为联合国托管西萨摩亚的区旗而制定，1962年1月1日萨摩亚独立时被采用为国旗。旗地为红色，左上方的蓝色长方形内绘有南十字座。1948年设计当初，南十字座和新西兰的国旗一样仅有四颗星，1949年追加了第五个星。红色象征忠诚、白色象征纯洁、蓝色表示爱国心。 |
|      | 1948年至1974年 | 緬甸國旗 （1948年－1974年）           | 1948年-1974年，以及1974年－2010年間採用的缅甸国旗，其樣式与萨摩亚国旗、中华民国国旗（青天白日滿地紅旗）、台灣民眾黨黨旗相似，有时易導致混淆。依照TVBS新聞報導，淡江大學東南亞所副教授林若雩表示，緬甸獨立前，與中華民國政府走得近，原因是需要外力支持，把英國趕走，所以類似的國旗設計是有這樣的淵源。 |
|      | 1974年至2010年 | 緬甸國旗 （1974年－2010年）           | 前任國旗採用於1974年1月3日，奈溫執政時期。是一面紅底旗幟，左上角為藍底，上有白色十四五角星，象徵十四個行政單位。中間為齒輪和稻的圖案，是工農的象徵。紅色象徵人民的英勇和果敢，白色弘揚了緬甸人純潔的天性和美德，藍色則是和平與統一的象徵。 |
|      | 2019年提案     | 緬甸國旗 （2019年緬甸國旗建議案）     | 执政党全民盟在2019年7月提出了一系列宪法修正案，其中包括更改国旗的修正案。全民盟、掸族民主联盟、佐米民主代表大会、缅甸民族团结党四个政党提出了四种新国旗的旗帜设计。全国民主联盟首先提议更改国旗，因为他们不认为2010年采用的国旗得到缅甸人民的充分支持。提议的标志基于该国家独立时所采用的国旗，是一面紅底旗幟，左上角為藍底，中間有一顆白色巨大五角星和14个较小的白色五角星，象徵十四個行政單位。 左上角蓝色旗帜内是代表联邦的大白星，周围是代表该国邦和地区的14个较小的白星。 |
|      | 1990年至今     | 纳米比亚国旗                          | 是一面由藍、綠兩個直角三角形和中間白、紅、白斜條組成的旗幟，於1990年3月21日起採用。旗面左上角有一个放射12道光芒的金色太陽。 |
|      | 1927年至1929年 | 臺灣民眾黨 (1927年)黨旗               | 黨旗選定常置委員會所提供仿中國國民黨旗的圖案，由蔣渭水說明黨旗包含的意義：「上青下紅，中央白日，青即全民運動，紅即階級運動，白日即太陽，乃表示光明之意義。」 黨章制定也決定「照黨旗之圖案縮小」。決議案並經中央執行委員會，照原案通過。 |
|      | 1929年至1931年 | 臺灣民眾黨 (1927年)黨旗               | 1929年10月6日，蔣渭水在第11次中央常務委員會，提出修改的黨旗圖案：「黨旗左上角旗面四分之一處為藍地，意即黑夜，藍地中有三顆星，代表黨的三大綱領；而其餘四分之三的旗面為紅色，意即熱血。全體的意思即以熱血要求解放。」這次修訂，成了「臺灣民眾黨」正式黨旗。 |
|      | 2015年至2019年 | 民國黨黨旗                            | 民國黨以復興中華民國為己任。黨徽和國徽相同，金黃色旗面做底，內有一枚中華民國國徽。由於黨旗上的國徽與中國國民黨黨徽近似，黃底又與新黨「撞色」，黨旗被認為與中國國民黨、新黨近似。 |
|      | 1997年至2005年 | 南非新國民黨黨旗                      | |
|      | 1912年至1925年 | 越南光復會黨旗 （越南民國國旗建議案） | |
|      | 1937年至1951年 | 越南復國同盟會黨旗                    | |
|      | 1942年至1946年 | 越南革命同盟會黨旗                    | |
|      | 1970年至1975年 | 高棉共和國國旗 （軍旗）               | 也是今日柬埔寨陆军旗帜。红、蓝配色，蓝底，左上角为吴哥窟；右有三颗白色五角星。设计与高棉共和国的旗帜相同；1975年沿用至今。 |
|      | 1801年至今     | 英国红船旗                            | |

## 外部連結
- 旗海圖幟（页面存档备份，存于）
- 孫中山學術研究資訊網 - 國旗的由來
- 國旗的故事～國民政府檔案中有關國旗之史料 （页面存档备份，存于）
- 內政部提供之中華民國國旗與國徽畫法
- 國旗懸掛禮儀網－中華民國內政部 （页面存档备份，存于）